# 대서양
대서양(Atlantic Ocean)은 세계 5대 대양 중 두 번째로 큰 대양으로 면적은 약 85,133,000 km2 (32,870,000 mi2)이다. 지구 표면의 약 17%를, 해수면의 약 24%를 차지한다. 대항해시대에는 신대륙인 아메리카(북아메리카와 남아메리카)와 구세계인 아프로·유라시아(아프리카, 아시아, 유럽)를 분리하는 바다로 알려져 있었다.
아프로·유라시아와 아메리카를 분리시키면서 대서양은 인류 사회의 발전, 세계화, 많은 국가의 역사에서 핵심적인 역할을 해왔다. 노르드인이 대서양을 건넌 최초의 인간으로 알려져 있지만, 1492년 크리스토퍼 콜럼버스의 원정이 가장 큰 영향을 미쳤다. 콜럼버스의 원정은 탐험 시대와 유럽의 아메리카 식민화로 이어졌으며, 특히 포르투갈, 스페인, 프랑스, 영국 등의 식민지화가 두드러졌다. 16세기부터 19세기까지 대서양은 대서양 노예 무역과 콜럼버스의 교환의 중심지였으며, 가끔 해전이 벌어지기도 했다. 이러한 해전과 미국 및 브라질과 같은 아메리카 지역 강대국과의 무역 증가는 20세기 초에 모두 심화되었으며, 최근에는 대서양에서 큰 군사적 충돌이 없었지만, 이 대양은 여전히 전 세계 무역의 핵심 구성 요소로 남아 있다.
대서양의 수온은 위치에 따라 다르다. 예를 들어, 남대서양은 유역 국가가 열대 지방이므로 일 년 내내 따뜻한 수온을 유지한다. 북대서양은 유역 국가가 온대 지방으로 극심한 저온과 고온의 계절을 가지므로 온화한 기후를 유지한다.
대서양은 동쪽으로는 유럽과 아프리카 사이에, 서쪽으로는 아메리카 사이로 세로로 길게 S자형 해분을 차지한다. 서로 연결된 세계 해양의 한 부분으로서 북쪽으로는 북극해, 남서쪽으로는 태평양, 남동쪽으로는 인도양, 남쪽으로는 남극해와 연결된다. 다른 정의에 따르면 대서양은 남극까지 남쪽으로 뻗어 있다. 대서양은 적도를 기준으로 북대서양과 남대서양 두 부분으로 나뉜다.

## 어원

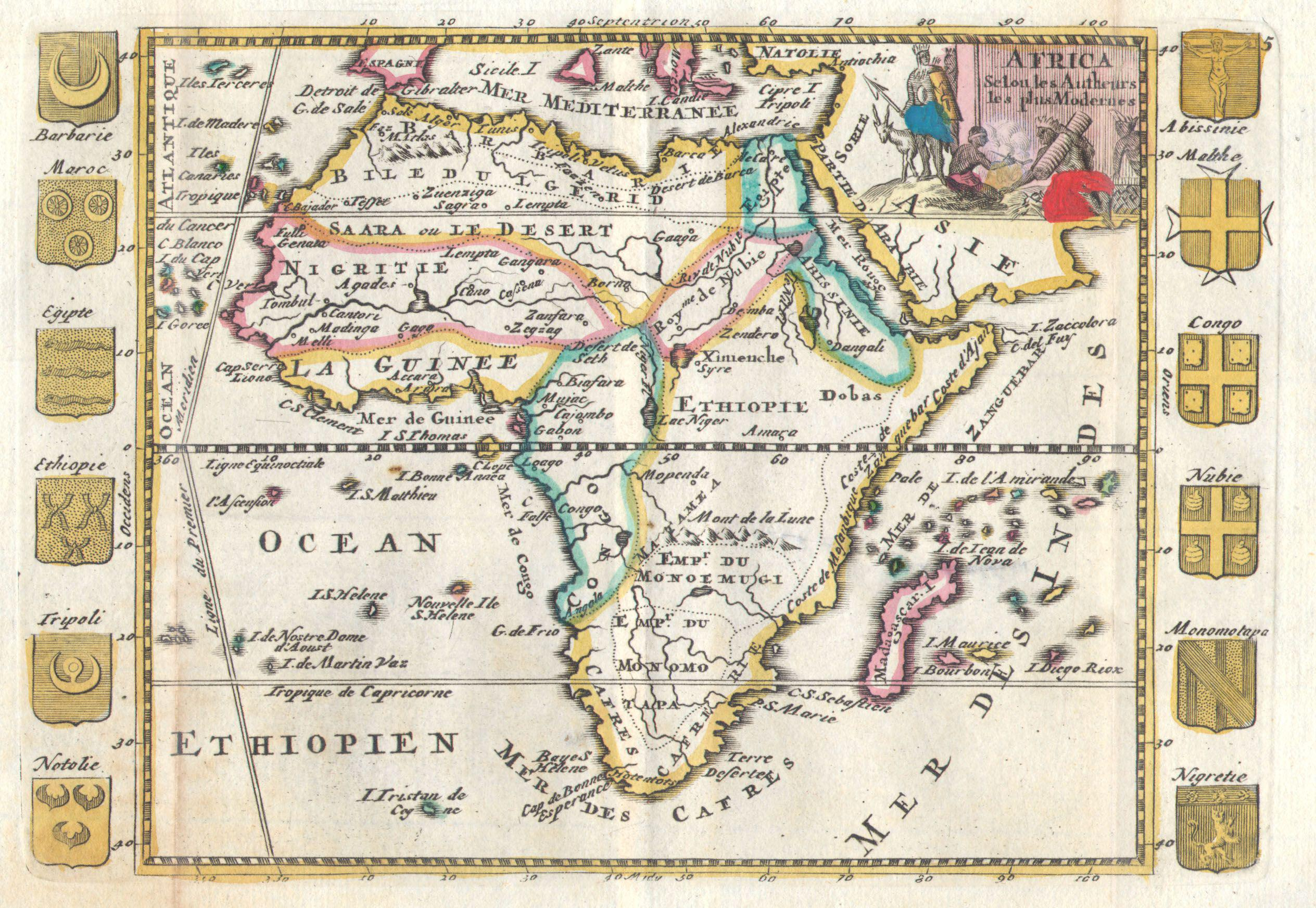
1710년 프랑스 아프리카 지도에 묘사된 아이티오피아해

"대서양"이라는 바다에 대한 가장 오래된 알려진 언급은 기원전 6세기 중반경 스테시코로스의 기록에서 나온다 (Sch. A. R. 1. 211). Atlantikôi pelágei (고대 그리스어: Ἀτλαντικῷ πελάγει, '대서양', etym. '아틀라스의 바다')와 기원전 450년경 헤로도토스의 역사에서도 다음과 같이 나온다 (Hdt. 1.202.4). Atlantis thalassa (고대 그리스어: Ἀτλαντὶς θάλασσα, '아틀라스의 바다' 또는 '대서양') 여기서 이름은 "헤라클레스의 기둥 너머의 바다"를 지칭하며, 모든 땅을 둘러싸고 있는 바다의 일부라고 한다. 이 용례에서 이름은 그리스 신화의 티탄인 아틀라스를 지칭하며, 그는 하늘을 떠받쳤고 나중에 중세 지도에 표지 그림으로 등장했으며 현대 지도책에도 이름을 빌려주었다. 반면, 초기 그리스 선원과 일리아스 및 오디세이아와 같은 고대 그리스 신화 문학에서는 이 모든 것을 아우르는 대양을 세계를 둘러싼 거대한 강인 오케아노스라고 불렀다. 이는 그리스인에게 잘 알려진 지중해와 흑해와는 대조적이었다. 이와 대조적으로, "대서양"이라는 용어는 원래 모로코의 아틀라스산맥과 지브롤터 해협 및 서아프리카 해안의 바다를 특별히 지칭했다.
"아이티오피아해"라는 용어는 고대 아이티오피아에서 유래했으며, 19세기 중반까지 남대서양에 적용되었다. 대항해시대 동안 대서양은 영국 지도 제작자에게 서부 대양으로도 알려져 있었다.

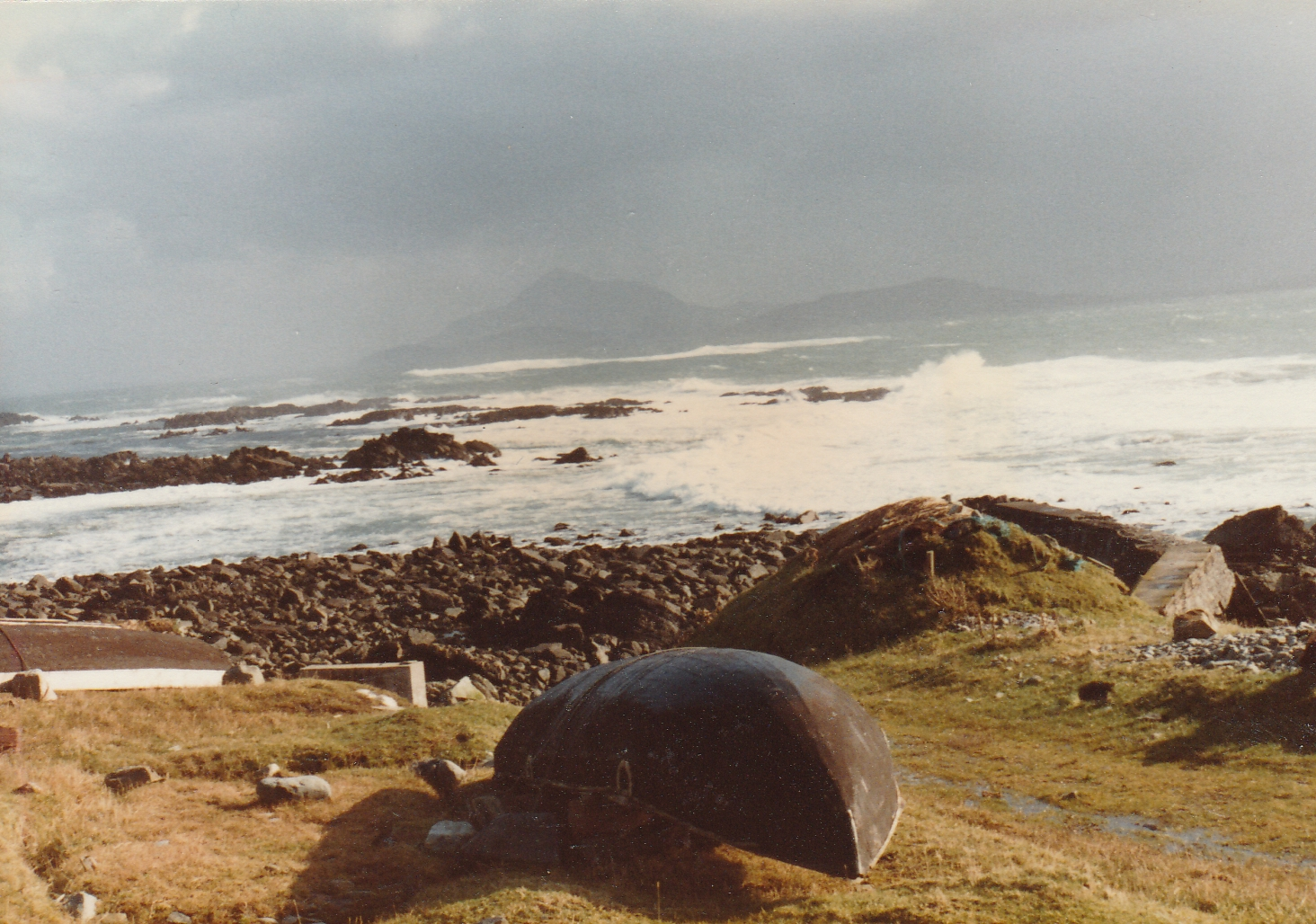
1981년 아일랜드 클래어섬 해안에서 본 대서양

연못(The pond)은 종종 영국인과 미국인 화자가 북대서양을 지칭할 때 축소법 또는 반어적인 절제 표현으로 사용된다. 주로 바다 자체를 논하기보다는 "이 연못 이쪽" 또는 "연못 저편" 또는 "연못 건너편"의 사건이나 상황을 언급할 때 사용된다. 이 용어는 1640년으로 거슬러 올라가 찰스 1세 통치 기간에 발행된 팸플릿에 처음 인쇄되었고, 1869년 니헤미야 월링턴의 《찰스 1세 통치 기간에 주로 발생한 사건의 역사적 기록》에 재수록되었는데, 여기서 "great Pond"는 찰스 1세의 국무장관 프랜시스 윈드뱅크가 대서양을 지칭할 때 사용했다.

## 범위와 데이터
국제 수로 기구 (IHO)는 1953년에 대양과 바다의 경계를 정의했지만, 이러한 정의 중 일부는 그 이후로 수정되었으며, 예를 들어 CIA 월드 팩트북과 같은 다양한 기관, 조직 및 국가에서는 이런 일부 경계를 인정하지 않는다. 이에 따라 대양과 바다의 범위와 수가 달라진다.
대서양은 서쪽으로 북아메리카와 남아메리카에 접해 있다. 북쪽으로는 래브라도해, 덴마크 해협, 그린란드해, 노르웨이해, 바렌츠해를 통해 북극해와 연결되며, 북쪽 경계는 아이슬란드와 스발바르 제도를 통과한다. 동쪽으로는 유럽과 아프리카가 대양 자체의 경계를 이룬다. 지브롤터 해협 (이곳에서 대서양의 연해 중 하나인 지중해와 연결되며, 지중해는 다시 흑해와 연결된다. 흑해 또한 아시아와 접해 있다)이 대양 경계에 포함된다.
남동쪽에서는 대서양이 인도양과 합류한다. 동경 20도 자오선은 아굴라스곶에서 남극까지 남쪽으로 이어져 대서양의 경계를 정의한다. 1953년 정의에서는 남극까지 남쪽으로 뻗어 있었지만, 이후 지도에서는 남위 60도 평행선에서 남극해와 경계를 이룬다.
대서양은 수많은 만, 굴, 바다로 굴곡진 불규칙한 해안선을 가지고 있다. 여기에는 발트해, 흑해, 카리브해, 데이비스 해협, 덴마크 해협, 드레이크 해협의 일부, 멕시코만, 래브라도해, 지중해, 북해, 노르웨이해, 스코샤해의 거의 전체, 그 외 다른 지류 수역이 포함된다. 이러한 연해를 포함하면 대서양의 해안선은 111,866 km (69,510 mi)에 달하며, 태평양의 135,663 km (84,297 mi)와 비교된다.
연해를 포함하여 대서양은 106,460,000 km2 (41,100,000 mi2) 또는 전 세계 해양의 23.5%를 차지하며, 310,410,900 km3 (74,471,500 cu mi) 또는 지구 전체 해양 총량의 23.3%에 해당하는 부피를 가진다. 연해를 제외하면 대서양은 81,760,000 km2 (31,570,000 mi2)를 차지하고 305,811,900 km3 (73,368,200 cu mi)의 부피를 가진다. 북대서양은 41,490,000 km2 (16,020,000 mi2) (11.5%)를, 남대서양은 40,270,000 km2 (15,550,000 mi2) (11.1%)를 차지한다. 평균 수심은 3,646 m (11,962 ft)이며, 최대 수심은 푸에르토리코 해구의 밀워키 해연으로 8,376 m (27,480 ft)이다.

## 수심 측량

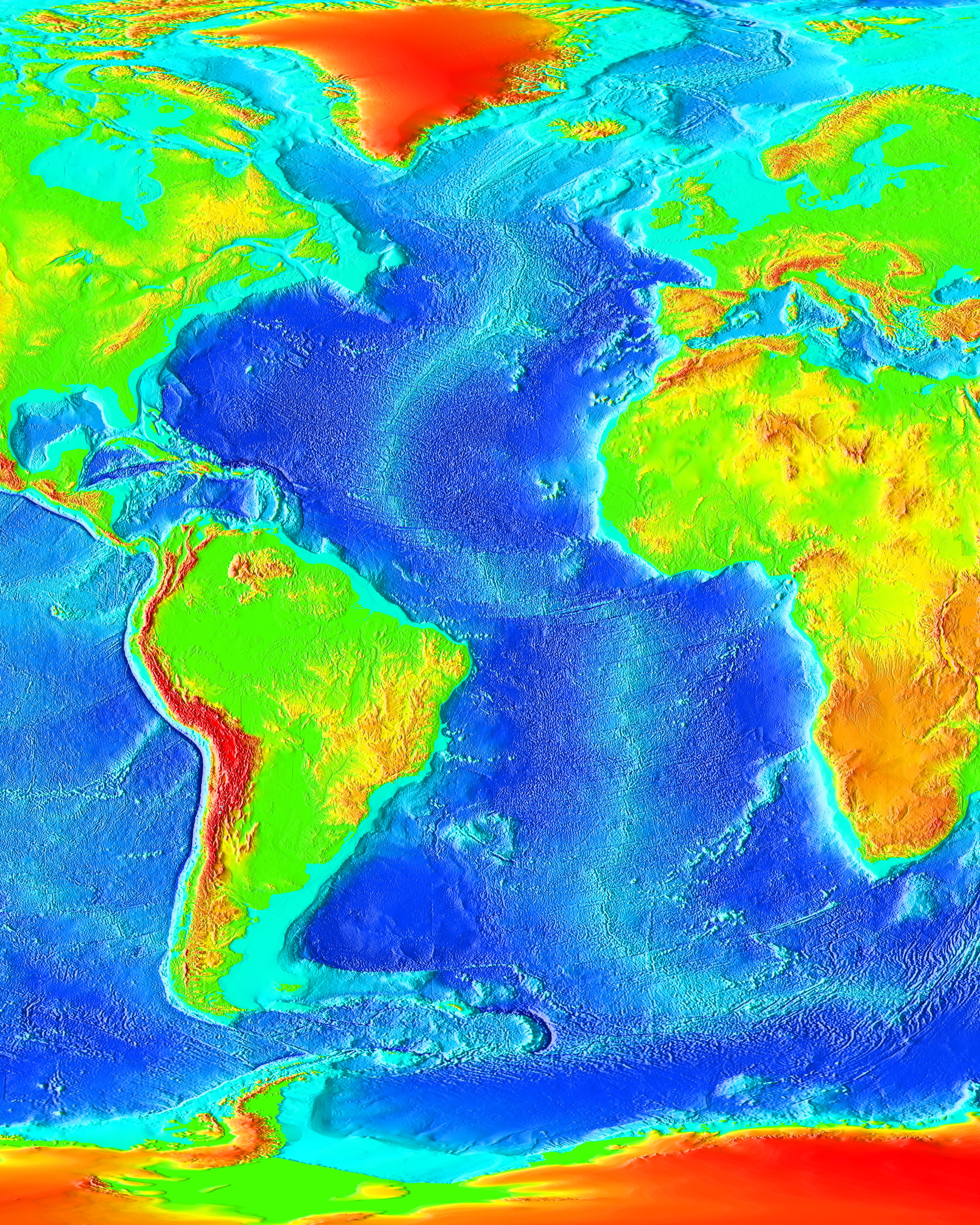
대서양 해분의 해양 수심 가색상 지도

대서양의 수심 측량은 대서양 중앙 해령 (MAR)이라는 해저 산맥 연구와 맞닿는다. 이 산맥은 북위 87도 또는 북극점 남쪽 300 km (190 mi)에서부터 남위 54도의 남극해 부베섬까지 이어진다. 대서양의 수심을 탐사하기 위한 원정으로는 챌린저 탐사와 독일 기상 원정이 있으며, 2001년 현재 컬럼비아 대학교의 라몬트 도허티 지구 관측소와 미국 해군수로국에서 이 해양에 대한 연구를 수행하고 있다.

### 대서양 중앙 해령
대서양 중앙 해령(MAR)은 대서양을 경도 방향으로 두 개로 나누며, 각 부분에는 이차적인 가로 해령을 통해 여러 해분이 구분된다. MAR은 대부분의 길이에서 2,000 m (6,600 ft) 이상으로 솟아 있지만, 적도 부근의 로망슈 해구와 북위 53도의 깁스 파쇄대 두 곳에서 더 큰 변환 단층의 영향으로 끊어져 있다. MAR은 저층 해수에는 장벽 역할을 하지만, 이 두 변환 단층에서는 깊은 해류가 한쪽에서 다른 쪽으로 통과할 수 있다.
MAR은 주변 해저면보다 2–3 km (1.2–1.9 mi) 솟아 있으며, 그 열곡은 북대서양에서는 북아메리카판과 유라시아판 사이, 남대서양에서는 남아메리카판과 아프리카판 사이의 발산 경계이다. MAR은 아이슬란드의 에이야퍄들라이외퀴들에 현무암 화산과 해저에 베개 용암을 생성한다. 해령 정상의 수심은 대부분의 지역에서 2,700 m (1,500 패덤; 8,900 ft) 미만인 반면, 해령 바닥은 세 배나 깊다.
MAR은 두 개의 수직 해령과 교차한다. 그 중 하나인 누비아판과 유라시아판 사이의 경계 아소르스-지브롤터 변환단층은 북위 40도 근처의 아소르스 미세판 양쪽에 있는 아소르스 삼중 접합점에서 MAR과 교차한다. 북아메리카판과 남아메리카판 사이의 훨씬 모호하고 이름 없는 경계는 15-20 파쇄대 근처 또는 바로 북쪽, 대략 북위 16도에서 MAR과 교차한다.
1870년대 챌린저 탐사를 통해 처음으로 현재 대서양 중앙 해령으로 알려진 지형을 발견했다.
북대서양과 남대서양의 해분을 가로지르는, 평균 수심이 수면 아래 약 1,900 패덤 [3,500 m; 11,400 ft]에 이르는 솟아오른 해령은 케이프 페어웰에서 시작하여 구세계와 신세계 해안선의 윤곽을 대략적으로 따라 적도 방향으로 뻗어 있으며, 적어도 고프섬까지 남쪽으로 멀리 뻗어 있을 것이다.

 해령의 나머지 부분은 1920년대 독일 기상 원정이 음향 측심 장비를 사용하여 발견했다. 1950년대 MAR 탐사는 해저확장설과 판 구조론의 일반적인 수용으로 이어졌다.
MAR의 대부분은 수면 아래에 있지만, 수면에 도달하는 곳에서는 화산섬을 형성했다. 이 중 9개는 지질학적 가치로 인해 세계유산으로 공동 지정되었지만, 이 중 4개는 문화 및 자연 기준에 따라 "탁월한 보편적 가치"로 간주된다. 그 예로는 아이슬란드의 싱벨리르, 포르투갈의 피쿠섬의 포도밭 문화 경관, 영국의 고프섬과 이낵세시블섬; 브라질의 대서양 제도, 페르난두 지 노로냐와 아톨 다스 로카스 보호 구역이 있다.

### 해저
대서양의 대륙붕은 뉴펀들랜드, 남아메리카 최남단, 북동유럽 해안에서 넓다. 서대서양에서는 탄산염 플랫폼이 넓은 지역을 지배하며, 예를 들어 블레이크 고원과 버뮤다 융기부가 있다. 대서양은 푸에르토리코 해구 (8,376m 최대 수심)와 남대서양의 사우스샌드위치 해구 (8,264m)와 같이 활성 대륙 경계가 깊은 해구를 형성하는 몇 군데를 제외하고는 수동 대륙 경계로 둘러싸여 있다. 북동아메리카, 서유럽, 북서아프리카 해안에는 수많은 해저 협곡이 있다. 이 협곡 중 일부는 대륙 경사면을 따라 심해 해협으로 더 멀리 심해저 평원까지 이어진다.
1922년, 지도학 및 해양학 역사에 한 획을 그은 순간이 일어났다. USS 스튜어트는 해군 음향 수심 탐지기를 사용하여 대서양 해저를 가로지르는 연속 지도를 그렸다. 이는 음파 탐지기의 원리가 간단하기 때문에 추측이 거의 필요 없었다. 선박에서 음파가 발사되어 해저에서 반사된 후 다시 선박으로 돌아오는 방식이다. 심해저 평원은 가끔 깊은 곳이 있거나 심해저 평원, 해구, 해산, 해분, 해대, 해저협곡, 그리고 일부 기요가 있는 비교적 평평한 것으로 여겨진다. 대륙 가장자리를 따라 있는 다양한 대륙붕은 해저 지형의 약 11%를 차지하며, 대륙 경사면을 가로지르는 깊은 해협은 거의 없다.
북위 60도와 남위 60도 사이의 평균 수심은 3,730 m (12,240 ft)로, 전 세계 해양의 평균과 비슷하며, 최빈 수심은 4,000 and 5,000 m (13,000 and 16,000 ft) 사이이다.
남대서양에서는 발비스 해령과 리우 그란데 융기부가 해류의 장벽을 형성한다. 로렌시아 심해는 캐나다 동해안에 있다.

## 물 특성

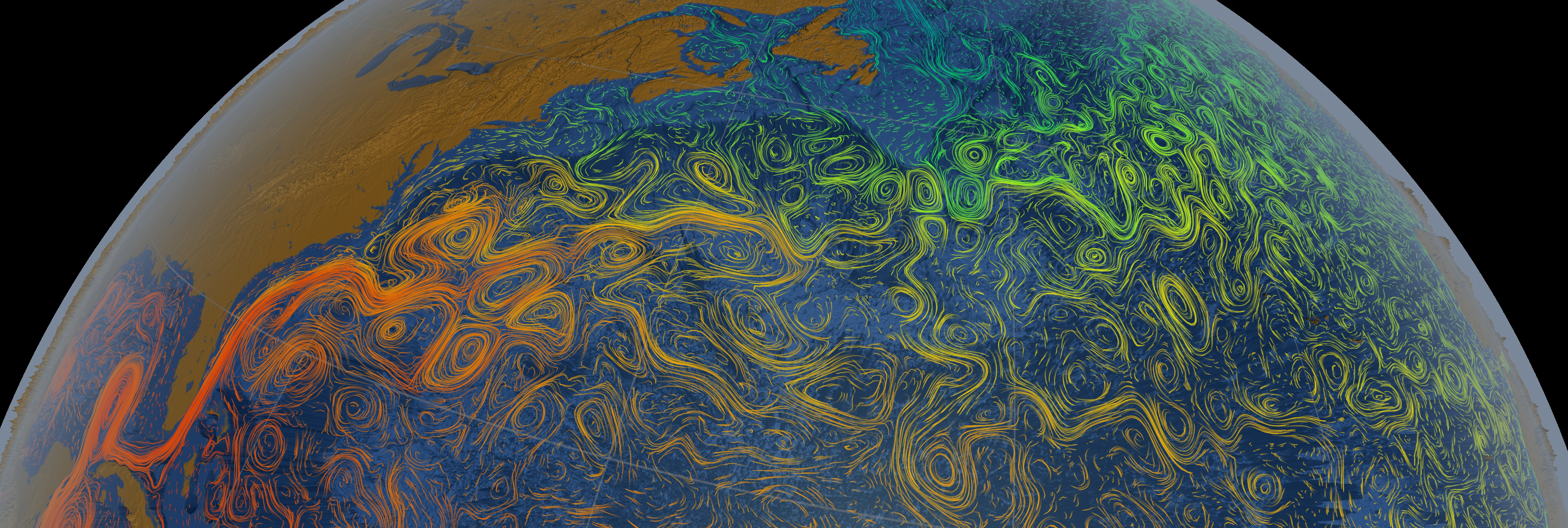
멕시코 만류가 북아메리카 동해안에서 서유럽까지 북대서양을 가로질러 흐르면서 수온은 만큼 떨어진다.

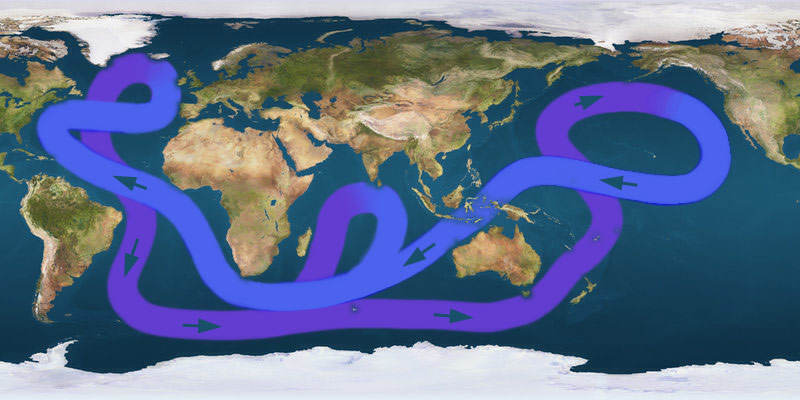
열염순환의 경로. 보라색 경로는 심해 해류를 나타내고, 파란색 경로는 표층 해류를 나타낸다.

표층수 온도는 위도, 해류 체계, 계절에 따라 달라지며 태양 에너지의 위도 분포를 반영한다. 온도는 −2 °C (28 °F) 미만에서 30 °C (86 °F) 이상까지 다양하다. 최고 온도는 적도 북쪽에서 나타나며, 최저 온도는 극지방에서 발견된다. 중위도 지역은 최대 온도 변화를 보이는 지역으로, 온도는 7–8 °C (13–14 °F)만큼 달라질 수 있다.
10월부터 6월까지는 보통 래브라도해, 덴마크 해협, 발트해에 해빙이 덮여 있다.
코리올리 효과는 북대서양의 해수를 시계 방향으로 순환시키는 반면, 남대서양의 해수는 반시계 방향으로 순환시킨다. 대서양의 남쪽 조석은 반일주 조석이다. 즉, 24태음시간마다 두 번의 만조가 발생한다. 북위 40도 이상에서는 북대서양 진동으로 알려진 동서 방향의 일부 진동이 발생한다.

### 염분
평균적으로 대서양은 가장 짠 대양이다. 열린 해양의 표층수 염분은 질량 기준으로 1000분의 33에서 37 (3.3–3.7%) 사이이며, 위도와 계절에 따라 달라진다. 증발, 강수, 강수 유입, 해빙 용해는 표층 염분 값에 영향을 미친다. 가장 낮은 염분 값은 적도 바로 북쪽(열대 우림으로 인해)에 있지만, 일반적으로 가장 낮은 값은 고위도와 큰 강이 유입되는 해안을 따라 나타난다. 최대 염분 값은 북위 25도와 남위 25도 부근, 즉 강수량이 적고 증발량이 많은 아열대 지역에서 나타난다.
대서양의 높은 표층 염분은 대서양의 열염순환에 의존하며, 두 가지 과정으로 유지된다. 하나는 염분이 높은 인도양 해수를 남대서양으로 유입시키는 아굴라스 누출/순환고리이며 다른 하나는 아열대 대서양 해수를 증발시켜 태평양으로 내보내는 "대기교(Atmospheric Bridge)"이다.

### 수괴
| 수괴                                                 | 온도                           | 염분                           |
| 상층수 (0–500 m or 0–1,600 ft)                       | 상층수 (0–500 m or 0–1,600 ft) | 상층수 (0–500 m or 0–1,600 ft) |
| ---------------------------------------------------- | ------------------------------ | ------------------------------ |
| 대서양 준북극 상층수 (ASUW)                          | 0.0–4.0 °C                     | 34.0–35.0                      |
| 서북대서양 중앙수 (WNACW)                            | 7.0–20 °C                      | 35.0–36.7                      |
| 동북대서양 중앙수 (ENACW)                            | 8.0–18.0 °C                    | 35.2–36.7                      |
| 남대서양 중앙수 (SACW)                               | 5.0–18.0 °C                    | 34.3–35.8                      |
| 중층수 (500–1,500 m or 1,600–4,900 ft)               |                                |                                |
| 서대서양 준북극 중층수 (WASIW)                       | 3.0–9.0 °C                     | 34.0–35.1                      |
| 동대서양 준북극 중층수 (EASIW)                       | 3.0–9.0 °C                     | 34.4–35.3                      |
| 지중해수 (MW)                                        | 2.6–11.0 °C                    | 35.0–36.2                      |
| 북극 중층수 (AIW)                                    | −1.5–3.0 °C                    | 34.7–34.9                      |
| 심층수 및 심해저수 (1,500 m–바닥 또는 4,900 ft–바닥) |                                |                                |
| 북대서양 심층수 (NADW)                               | 1.5–4.0 °C                     | 34.8–35.0                      |
| 남극 저층수 (AABW)                                   | −0.9–1.7 °C                    | 34.6–34.7                      |
| 북극 저층수 (ABW)                                    | −1.8 to −0.5 °C                | 34.9–34.9                      |

대서양은 뚜렷한 온도와 염도를 가진 4개의 주요 상층 수괴로 구성되어 있다. 최북단 북대서양의 대서양 준북극 상층수는 준북극 중층수와 북대서양 중층수의 근원이다. 북대서양 중앙수는 서북대서양 중앙수와 동북대서양 중앙수로 나눌 수 있는데, 서쪽 부분이 멕시코 만류의 강한 영향을 받아 표층이 아래의 더 신선한 아한대 중층수에 더 가깝기 때문이다. 동쪽 물은 지중해수에 가깝기 때문에 더 염도가 높다. 북대서양 중앙수는 북위 15도에서 남대서양 중앙수로 흘러든다.
다섯 가지 중층수가 있다. 아극 고위도에서 형성된 네 가지 저염분수와 증발을 통해 형성된 한 가지 고염분수로 구분된다. 북극 중층수는 북쪽에서 흘러들어 그린란드-스코틀랜드 해령 남쪽에서 북대서양 심층수의 원천이 된다. 이 두 중층수는 서쪽과 동쪽 해분에서 염분이 다르다. 북대서양의 넓은 염분 범위는 북쪽 아열대 환류의 비대칭성과 래브라도해, 노르웨이-그린란드해, 지중해, 남대서양 중층수 등 다양한 원천의 기여 때문이다.
북대서양 심층수 (NADW)는 네 가지 수괴의 복합체로, 개방 해양의 심층 대류로 형성되는 두 가지 수괴 (고전적인 래브라도해 심층수와 상부 래브라도해 심층수)와 그린란드-아이슬란드-스코틀랜드 해령을 가로지르는 고밀도 해수 유입으로 형성되는 두 가지 수괴 (덴마크 해협과 아이슬란드-스코틀랜드 범람 해수)로 구성된다. NADW는 지구를 가로지르는 경로를 따라 다른 수괴, 특히 남극 저층수와 지중해 유출 해수의 영향을 받는다. NADW는 따뜻한 얕은 물이 북대서양 북부로 유입되어 공급되며, 이는 유럽의 비정상적으로 따뜻한 기후의 원인이다. NADW 형성의 변화는 과거 지구 기후 변화와 연관되어 왔다. 인공 물질이 환경에 유입된 이후, 1960년대 핵무기 실험에서 나온 삼중수소와 방사성 탄소, 그리고 염화 플루오린화 탄소를 측정함으로써 NADW의 경로를 추적할 수 있다.

### 환류
틀:지구의 환류
북대서양에는 시계 방향의 온난한 북대서양 환류가, 남대서양에는 반시계 방향의 온난한 남대서양 환류가 나타난다.
북대서양에서는 표층 순환이 세 가지 상호 연결된 해류가 대표적이다. 케이프해터러스에서 북아메리카 해안을 따라 북동쪽으로 흐르는 멕시코 만류, 그랜드뱅크스에서 북쪽으로 흐르는 멕시코 만류의 지류인 북대서양 해류, 그리고 북대서양 해류의 확장인 아한대 전선이다. 아한대 전선은 아열대 환류와 아한대 환류를 분리하는 넓고 모호하게 정의된 지역이다. 이 해류 체계는 따뜻한 물을 북대서양으로 운반하며, 이것이 없으면 북대서양과 유럽의 기온은 급격히 떨어질 것이다.

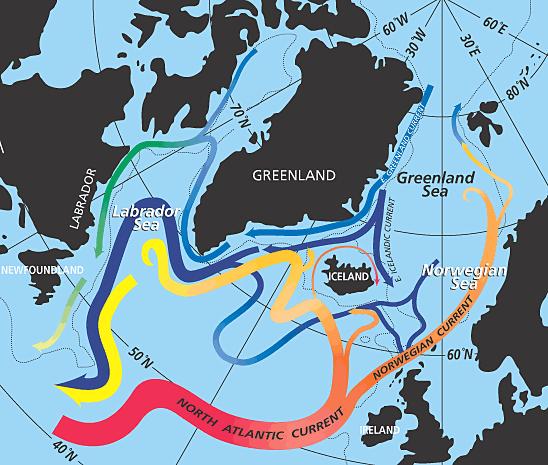
북대서양의 아한대 환류에서 따뜻한 아열대 해수는 더 차가운 아한대 및 극지 해수로 변환된다. 래브라도해에서는 이 해수가 아열대 환류로 다시 흐른다.

북대서양 환류의 북쪽에서 시계 방향으로 흐르는 북대서양 아한대 환류는 기후 변동성에 중요한 역할을 한다. 이 환류는 심해와 해수면 모두에서 바람의 영향으로 움직이기보다는 주변 바다의 해류와 지역 지형에 따라 움직인다. 아한대 환류는 전 세계 열염순환의 중요한 부분을 형성한다. 그 동쪽 부분에는 아열대에서 북동 대서양으로 따뜻하고 염도가 높은 물을 운반하는 북대서양 해류의 와류 지류가 포함된다. 이곳에서 이 물은 겨울 동안 냉각되어 반환 해류를 형성하며, 이 해류는 그린란드 동부 대륙 사면을 따라 합쳐져 래브라도해의 대륙 주변을 흐르는 강렬한 (40–50 Sv) 해류를 형성한다. 이 물의 3분의 1은 북대서양 심층수 (NADW)의 심해 부분이 된다. NADW는 다시 자오선 역전 순환 (MOC)을 공급하며, 이 순환의 북쪽 열 운송은 인위적인 기후 변화로 위협받고 있다. 북대서양 진동과 관련된 10년~1세기 규모의 아한대 환류의 큰 변동은 MOC의 상층인 래브라도해 수괴에서 특히 두드러진다.
남대서양은 반시계 방향의 남부 아열대 환류가 대표적이다. 남대서양 중앙수는 이 환류에서 발생하며, 남극 중층수는 드레이크 해협과 포클랜드 제도 근처의 순환 지대 상층에서 발생한다. 이 두 해류는 모두 인도양에서 일부 기여를 받는다. 아프리카 동해안에는 작은 시계 방향의 앙골라 환류가 큰 아열대 환류 안에 자리 잡고 있다. 남부 아열대 환류는 부분적으로 바람의 영향으로 움직이는 에크만 층의 영향으로 가려진다. 환류의 체류 시간은 4.4~8.5년이다. 북대서양 심층수는 아열대 환류의 수온약층 아래로 남쪽으로 흐른다.

### 사르가소해
서북대서양의 사르가소해는 두 종의 모자반 (S. fluitans 및 natans)이 떠다니는 지역으로 정의할 수 있다. 이 지역은 너비가 4,000 km (2,500 mi)이며 멕시코 만류, 북대서양 해류, 북적도 해류에 둘러싸여 있다. 이 해초 개체군은 아마도 이전에 존재했던 테티스해의 유럽 해안에 서식하던 신생대 조상에서 유래했을 것이며, 만약 그렇다면 수백만 년 동안 해양에 떠다니며 영양 생식을 통해 스스로를 유지했을 것이다.
사르가소해 고유종으로는 조류와 같은 부속물을 가진 포식자인 성게어가 있으며, 이 성게어는 사르가소해에서 움직이지 않고 떠다닌다. 유사한 물고기 화석이 이전에 존재했던 테티스해의 화석만에서 발견되었는데, 현재의 카르파티아산맥 지역에 있었으며 사르가소해와 유사했다. 사르가소해 개체군이 약 1,700만 년 전 마이오세 말에 테티스해가 닫히면서 대서양으로 이주했을 가능성이 있다. 사르가소 해의 동물상과 식물상의 기원은 수세기 동안 수수께끼로 남아 있었다. 20세기 중반 카르파티아 산맥에서 발견된 화석은 종종 "유사 사르가소 군집"이라고 불렸는데, 마침내 이 군집이 카르파티아 분지에서 유래하여 시칠리아를 거쳐 중앙 대서양으로 이동했으며, 거기서 현대 사르가소 해의 종으로 진화했음을 보여주었다.
유럽뱀장어의 산란지는 수십 년 동안 알려지지 않았다. 19세기 초 남부 사르가소해가 유럽 및 아메리카 뱀장어 모두의 산란지이며, 유럽뱀장어는 5,000 km (3,100 mi) 이상, 아메리카 뱀장어는 2,000 km (1,200 mi)를 이동한다는 사실이 밝혀졌다. 멕시코 만류와 같은 해류는 뱀장어 유생을 사르가소해에서 북아메리카, 유럽, 북아프리카의 먹이 서식지로 운반한다. 최근의 논란이 있는 연구는 뱀장어가 유생 및 성체 모두에서 지자기를 사용하여 해양을 항해할 가능성을 시사한다.

## 기후

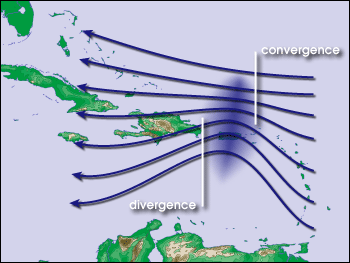
대서양 무역풍의 파동(지배적인 바람과 같은 경로를 따라 움직이는 수렴하는 바람의 영역)이 대기 불안정을 일으켜 허리케인 형성을 유발할 수 있다.

기후는 표층수 온도와 해류, 바람의 영향을 받는다. 대양이 열을 저장하고 방출하는 능력이 크기 때문에 해양성 기후는 내륙 기후보다 온화하며 계절적 변화가 덜 극심하다. 강수량은 해안 기상 데이터에서, 기온은 수온에서 추정할 수 있다.
대양은 증발을 통해 얻어지는 대기 습기의 주요 원천이다. 기후대는 위도에 따라 다르며, 가장 따뜻한 기후대는 적도 북쪽 대서양을 가로질러 뻗어 있다. 가장 추운 기후대는 고위도에 있으며, 가장 추운 지역은 해빙으로 덮인 지역에 해당한다. 해류는 따뜻하거나 차가운 물을 다른 지역으로 운반하여 기후에 영향을 미친다. 이 해류 위를 불면서 냉각되거나 가열된 바람은 인접한 육상 지역에 영향을 미친다.
멕시코 만류와 그 북부의 확장 해류인 유럽 방향의 북대서양 해류는 기후에 적어도 어느 정도 영향을 미치는 것으로 생각된다. 예를 들어, 멕시코 만류는 북아메리카 남동부 해안을 따라 겨울 기온을 완화시켜 내륙 지역보다 겨울에 해안을 더 따뜻하게 유지하는 데 도움이 된다. 멕시코 만류는 또한 플로리다 반도에서 극심한 기온이 발생하는 것을 막는다. 고위도 지역에서는 북대서양 해류가 해양 위 대기를 따뜻하게 하여 영국 제도와 북서 유럽을 온화하고 흐리게 유지하며, 같은 고위도의 다른 지역처럼 겨울에 심하게 춥지 않도록 한다. 차가운 해류는 캐나다 동부 해안 (그랜드뱅크스 지역)과 아프리카 북서부 해안에서 짙은 안개를 유발한다. 일반적으로 바람은 육상 지역으로 습기와 공기를 운반한다.

### 자연 재해

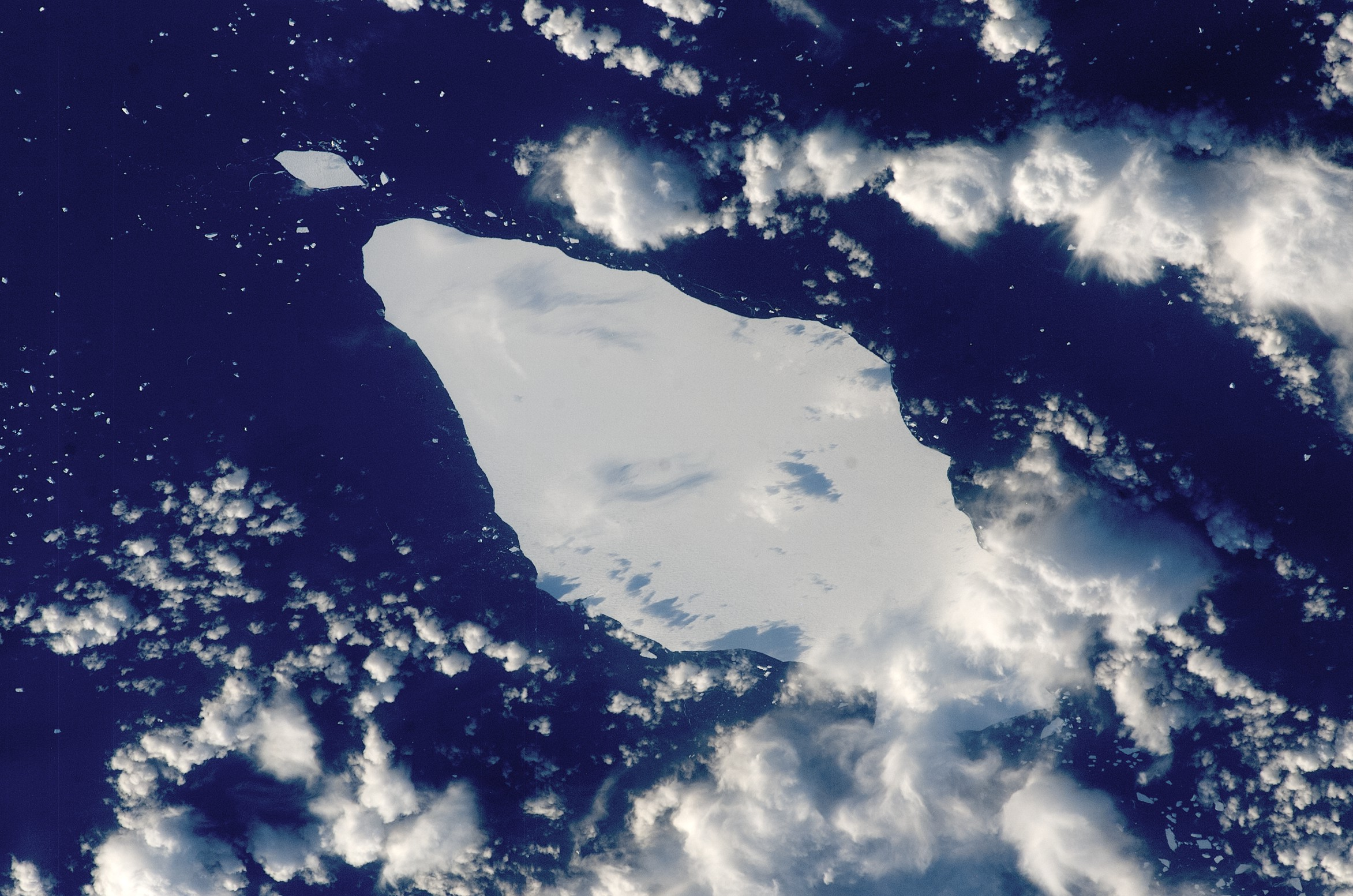
남대서양의 빙산 A22A

매년 겨울 아이슬란드 저기압은 빈번한 폭풍을 발생시킨다. 빙산은 2월 초부터 7월 말까지 그랜드뱅크스 근처의 해운 항로에서 흔히 볼 수 있다. 빙산기는 극지방에서 더 길지만, 해당 지역에서는 선박 운항이 거의 없다.
여름과 가을에는 북대서양 서부에서 발생하는 허리케인이 위험 요소이다. 지속적으로 강한 급변풍과 약한 적도 수렴대로 인해 남대서양 열대 저기압은 드물다.

## 지질학 및 판 구조론
대서양은 주로 현무암과 반려암으로 이루어진 밀도 높은 고철질 해양 지각 아래에 있으며, 심해저 평원에는 미세 점토, 실트, 규질 오수가 덮여 있다. 대륙 경계와 대륙붕은 밀도가 낮지만 더 두꺼운 규장질 대륙암으로 이루어져 있으며, 종종 해저 지각보다 훨씬 오래된 경우가 많다. 대서양에서 가장 오래된 해양 지각은 1억 4천 5백만 년 전까지 거슬러 올라가며, 아프리카 서해안과 북아메리카 동해안 또는 남대서양 양쪽에 위치한다.
많은 곳에서 대륙붕과 대륙 경사면은 두꺼운 퇴적층으로 덮여 있다. 예를 들어, 대양의 북미 쪽에서는 플로리다와 바하마와 같은 따뜻하고 얕은 바다에 큰 탄산염 퇴적물이 형성되었고, 조지스 뱅크와 같은 얕은 대륙붕 지역에는 거친 강 퇴적 모래와 실트가 흔하다. 플라이스토세 빙하기 동안 노바스코샤 해안이나 메인만과 같은 일부 지역에는 거친 모래, 자갈, 암석이 운반되었다.

### 중앙 대서양
판게아의 분열은 북아메리카와 북서아프리카 사이의 중앙 대서양에서 시작되었는데, 후기 트라이아스기와 초기 쥐라기 동안 열곡 분지가 열렸다. 이 시기에는 또한 아틀라스산맥의 융기가 처음 시작되었다. 정확한 시기는 논란이 많으며, 2억 년에서 1억 7천만 년 전 사이로 추정된다.
대서양의 개방은 초대륙 판게아의 초기 분열과 동시에 일어났으며, 이 두 현상은 모두 지구 역사상 가장 광범위하고 방대한 거대 화성암 지대 중 하나이며 트라이아스기-쥐라기 멸종 사건과 관련이 있는 중앙 대서양 마그마 지대 (CAMP)의 분출로 시작되었다. 트라이아스기-쥐라기 멸종 사건은 지구의 주요 대량절멸 중 하나이다.
2억 년 전 CAMP 분출로 인한 현무암질 암맥, 해저 실, 용암류는 서아프리카, 북아메리카 동부, 남아메리카 북부에서 발견되었다. 화산 활동의 범위는 4.5×106 km2 (1.7×106 mi2)로 추정되며, 이 중 2.5×106 km2 (9.7×105 mi2)는 현재의 브라질 북부와 중부를 덮었다.
중앙아메리카 지협의 형성으로 280만 년 전 플라이오세 말에 중앙아메리카 해협을 폐쇄했다. 지협의 형성은 아메리카 대교환으로 알려진 많은 육상 동물의 이동과 멸종을 초래했지만, 해협의 폐쇄는 대서양과 태평양 양쪽의 해류, 염도, 온도에 영향을 미쳐 "대아메리카 분열"을 야기했다. 지협 양쪽의 해양 생물은 고립되어 분화되거나 멸종되었다.

### 북대서양
지질학적으로 북대서양은 남쪽으로는 뉴펀들랜드와 이베리아의 두 짝을 이루는 대륙 경계, 북쪽으로는 북극 유라시아 분지까지 한정되는 지역이다. 북대서양의 개방은 이전의 이아페투스해의 경계를 밀접하게 따랐으며, 중앙 대서양에서 이베리아반도-뉴펀들랜드, 포큐파인-북아메리카, 유라시아-그린란드, 유라시아-북아메리카 여섯 단계로 확장되었다. 이 지역의 활동 중이거나 활동 중이 아닌 확장 체계는 아이슬란드 열점과의 상호 작용으로 표시된다.
해저확장설은 지각의 확장을 이끌고 해저 골짜기와 퇴적 분지를 형성했다. 로칼 골짜기는 1억 5백만 년에서 8천 4백만 년 전에 열렸지만, 비스케이만으로 이어지는 열곡과 함께 닫혔다.
래브라도해는 약 6천 1백만 년 전부터 3천 6백만 년 전까지 확장되기 시작했다. 지질학자는 두 가지 마그마 활동 단계를 구분한다. 6천 2백만 년에서 5천 8백만 년 전의 첫 번째 단계는 그린란드가 북유럽에서 분리되기 전이었고, 5천 6백만 년에서 5천 2백만 년 전의 두 번째 단계는 분리가 일어날 때 발생했다.
아이슬란드는 약 6천2백만 년 전 특히 집중된 맨틀 플룸 때문에 형성되기 시작했다. 이 시기에 분출된 다량의 현무암은 배핀섬, 그린란드, 페로 제도, 스코틀랜드에서 발견되며, 서유럽의 화산재 낙하는 층서학적 지표 역할을 한다. 북대서양의 개방은 해안을 따라 대륙 지각의 상당한 융기를 초래했다. 예를 들어, 7km 두께의 현무암에도 불구하고 동그린란드의 군비외른산은 섬에서 가장 높은 지점이며, 오래된 중생대 퇴적암을 기저에서 노출시킬 만큼 충분히 융기되어 서스코틀랜드의 융기된 헤브리디스 제도의 오래된 용암 지대와 유사하다.
북대서양에는 약 810개의 해산이 있으며, 대부분은 대서양 중앙 해령을 따라 위치한다. OSPAR 협약 (북동 대서양 해양 환경 보호 협약) 데이터베이스에는 104개의 해산이 언급되어 있는데, 이 중 74개는 국가 배타적 경제 수역 내에 있다. 이 해산 중 46개는 이베리아반도 근처에 위치한다.

### 남대서양
서곤드와나 (남아메리카와 아프리카)는 전기 백악기에 분열되어 남대서양을 형성했다. 두 대륙 해안선의 명백한 일치는 남대서양을 포함한 첫 지도에 기록되었으며, 1965년에는 최초의 컴퓨터 지원 판 구조론 재구성의 주제가 되기도 했다. 그러나 이 훌륭한 일치는 이후 문제가 있는 것으로 드러났으며, 후속 재구성에서는 북쪽으로 전파되는 분열을 수용하기 위해 해안선을 따라 다양한 변형대를 도입했다. 대륙 내 열곡과 변형도 두 대륙판을 세부판으로 세분화하기 위해 도입되었다.
지질학적으로 남대서양은 4개의 부분으로 나눌 수 있다. 각각 적도 부분(북위 10도부터 로망슈 파쇄대(RFZ)까지), 중앙 부분(RFZ부터 플로리아노폴리스 파쇄대(FFZ, 발비스 해령과 리우 그란데 융기부 북쪽)까지), 남부 부분(FFZ부터 아굴라스-포클랜드 파쇄대(AFFZ)까지), 포클랜드 부분(AFFZ 남쪽)이다.
남부 부분에서는 초기 백악기 (1억 3천 3백만 년 ~ 1억 3천만 년 전)의 트리스탄 열점으로 생성된 파라나-에텐데카 대규모 화성암 지역의 집중적인 마그마 활동이 추정되는 1.5×106 to 2.0×106 km3 (3.6×105 to 4.8×105 cu mi)의 부피를 생성했다. 이는 브라질, 파라과이, 우루과이에서 1.2×106 to 1.6×106 km2 (4.6×105 to 6.2×105 mi2)의 면적을 덮었고, 아프리카에서는 0.8×105 km2 (3.1×104 mi2)를 덮었다. 그러나 브라질, 앙골라, 동파라과이, 나미비아의 암맥군은 LIP가 원래 훨씬 더 넓은 지역을 덮었음을 시사하며, 이 모든 지역에서 실패한 열곡을 나타내기도 한다. 관련 해양 현무암 흐름은 남쪽으로 포클랜드 제도와 남아프리카까지 이른다. 중앙 및 남부 부분의 해양 및 육상 분지에서 마그마 활동의 흔적은 1억 4천 7백만 년 ~ 4천 9백만 년 전으로 거슬러 올라가며, 1억 4천 3백만 년 ~ 1억 2천 1백만 년 전과 9천만 년 ~ 6천만 년 전 사이에 두 번의 정점을 보였다.
포클랜드 부분에서는 초기 쥐라기(1억 9천만 년 전)와 초기 백악기(1억 2천 6백 7십만 년 전) 사이에 파타고니아판과 콜로라도판 사이의 우측 이동으로 열곡 활동이 시작되었다. 약 1억 5천만 년 전부터 해저 확장 활동이 남부 부분으로 북쪽으로 전파되었다. 늦어도 1억 3천만 년 전까지는 열곡 활동이 발비스 해령-리오그란데 고지에 도달했다.
중앙부에서는 1억 1천 8백만 년 전 베누에 해구가 열리면서 아프리카가 두 부분으로 나뉘기 시작했다. 그러나 중앙부의 균열은 백악기 정상 수퍼크론(백악기 고요 기간으로도 알려진, 자기 역전이 없는 4천만 년 기간)과 일치하여 이 부분의 해저 확장 연대를 측정하기 어렵다.
적도 부분은 분열의 마지막 단계이지만, 적도에 위치하고 있어 자기 이상을 연대 측정에 사용할 수 없다. 다양한 추정치는 이 부분의 해저 확장 전파와 그에 따른 적도 대서양 관문(EAG)의 개방 시기를 1억 2천만 년 ~ 9천 6백만 년 전으로 추정한다. 그러나 이 마지막 단계는 아프리카에서 대륙 확장의 종료와 일치하거나 그 결과였다.
약 5천만 년 전 드레이크 해협의 개방은 남아메리카판과 남극판의 운동 및 분리 속도 변화의 결과였다. 먼저, 중기 에오세 동안 작은 해양 분지가 열리고 얕은 통로가 나타났다. 3천 4백만 년 ~ 3천만 년 전에는 더 깊은 해로가 발달했으며, 이어서 에오세-올리고세 기후 악화와 남극 빙상의 성장이 뒤따랐다.

### 대서양의 폐쇄
지브롤터 서쪽에서 초기 섭입 경계가 잠재적으로 발달하고 있다. 서부 지중해의 지브롤터호는 중앙 대서양으로 서쪽으로 이동하여 수렴하는 아프리카판과 유라시아판과 합류한다. 이 세 가지 지질학적 힘이 함께 동대서양 해분에서 새로운 섭입 체계를 서서히 발전시키고 있다. 한편, 서대서양 해분의 스코샤호와 카리브판은 동쪽으로 전파되는 섭입 체계로, 지브롤터 체계와 함께 대서양의 폐쇄와 대서양 윌슨 순환의 마지막 단계를 나타낼 수 있다.

## 역사

### 구세계
미토콘드리아 DNA (mtDNA) 연구에 따르면 8만 년에서 6만 년 전 아프리카 내의 단일 소집단에서 유래한 주요 인구 확장이 행동 복합성과 MIS 5-4 환경의 급격한 변화와 일치했다. 이 집단의 사람들은 아프리카 전역으로 확산했을 뿐만 아니라 약 6만 5천 년 전 아프리카 외부로 아시아, 유럽, 오스트랄라시아로 퍼져 나갔고 이 지역의 고대 인류를 빠르게 대체했다. 최종 빙기 극대기 (LGM)였던 2만 년 전 인간은 유럽 북대서양 해안을 따라 초기 정착지를 포기하고 지중해로 후퇴해야 했다. LGM 말의 급격한 기후 변화 이후 이 지역은 마들렌 문화로 재건되었다. 다른 수렵 채집인은 라흐호 화산 폭발, 도거랜드 (현재의 북해) 침수, 발트해 형성 등 대규모 재해로 인해 중단된 파도처럼 뒤따랐다. 북대서양의 유럽 해안은 약 9,000년 ~ 8,500년 전에 영구적으로 인구 밀도가 높아졌다.
이러한 인류 확산은 대서양 연안에 풍부한 흔적을 남겼다. 남아프리카 서해안 이스터폰테인에서 발견된 5만 년 전의 깊이 퇴적된 조개무지는 중기 석기 시대(MSA)와 관련이 있다. MSA 인구는 적고 분산되어 있었으며, 그들의 번식 및 착취율은 이후 세대보다 덜 강렬했다. 그들의 조개무지가 사람이 살지 않는 대륙에서 발견된 1만 2천 년 ~ 1만 1천 년 전의 후기 석기 시대(LSA) 조개무지와 유사하지만, 케냐의 5만 년 ~ 4만 5천 년 전 엔카푸네 야 무토는 아마도 아프리카 밖으로 분산된 최초의 현대 인류의 가장 오래된 흔적일 것이다.

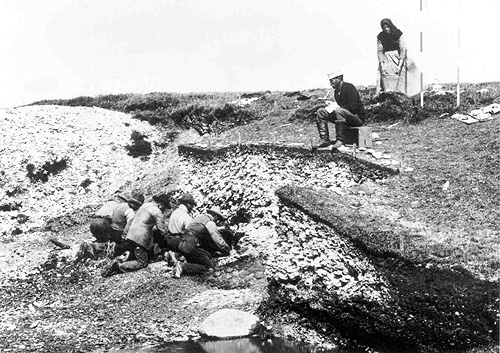
1880년 에르테뵐레 문화의 조개무지 발굴 현장

유럽에서도 같은 발전이 관찰된다. 스페인 아스투리아스에 있는 라 리에라 동굴 (23–13천 년 전)에서는 1만 년 동안 약 26,600개의 연체동물만 퇴적되었다. 대조적으로, 8천–7천 년 전 포르투갈, 덴마크, 브라질의 조개무지에서는 수천 톤의 잔해와 유물이 생성되었다. 예를 들어, 덴마크의 에르테뵐레 문화 조개무지는 천 년 동안 약 5천만 개의 연체동물을 나타내는 2,000 m3 (71,000 cu ft)의 조개 퇴적물을 축적했다. 해양 자원 이용의 이러한 강화는 보트, 작살, 낚싯바늘과 같은 새로운 기술과 동반된 것으로 설명된다. 지중해와 유럽 대서양 연안에서 발견된 많은 동굴에서 상층부에서는 해양 조개껍데기 양이 증가하고 하층부에서는 감소했기 때문이다. 그러나 가장 초기의 착취는 현재는 잠수된 대륙붕에서 이루어졌으며, 현재 발굴된 대부분의 정착지는 당시 이 대륙붕에서 수 킬로미터 떨어져 있었다. 하층부의 조개껍데기 양이 감소한 것은 내륙으로 운반된 소수의 조개껍데기를 나타낼 수 있다.

### 신대륙
최종 빙기 극대기 동안 로렌타이드 빙상이 북미 북부 대부분을 덮었고, 베링 육교는 시베리아를 알래스카와 연결했다. 1973년 후기 미국 지구과학자 폴 S. 마틴은 클로비스 문화 사냥꾼이 약 13,000년 전 빙상 내의 얼음 없는 통로를 통해 북미로 이주하여 "폭발적으로 남쪽으로 확산되었고, 포획물의 상당 부분을 과잉 사냥할 만큼 충분히 높은 밀도를 잠시 달성했다"는 "전격전" 아메리카 식민화론을 제안했다. 다른 학자는 나중에 베링 육교를 통한 "삼파" 이주를 제안했다. 이러한 가설은 아메리카 정착에 대한 오랜 견해로 남아 있었지만, 최근의 고고학적 발견으로 도전받고 있다. 아메리카에서 가장 오래된 고고학 유적지는 남아메리카에서 발견되었고, 시베리아 북동부 유적지에서는 최종 빙기 극대기 동안 인간의 존재가 거의 보고되지 않았으며, 대부분의 클로비스 유물은 대서양 연안을 따라 북아메리카 동부에서 발견되었다. 더욱이, mtDNA, yDNA, atDNA 데이터에 기반한 식민화 모델은 "전격전" 가설이나 "삼파" 가설을 모두 지지하지 않으며, 서로 모호한 결과도 내놓는다. 고고학 및 유전학의 모순적인 데이터는 앞으로 결국 서로를 확인할 새로운 가설을 제시할 가능성이 높다. 태평양을 가로질러 남아메리카로 가는 경로가 초기 남아메리카 유물을 설명할 수 있으며, 또 다른 가설은 캐나다 북극을 거쳐 북아메리카 대서양 해안을 따라 북쪽 경로를 제안한다. 대서양을 가로지르는 초기 정착지는 순전히 가설적인 것부터 대부분 논란이 있는 것까지 다양한 대체 이론이 제시되어 왔으며, 여기에는 솔루트레 문화 가설과 일부 콜럼버스 이전 대양 횡단 접촉설이 포함된다.

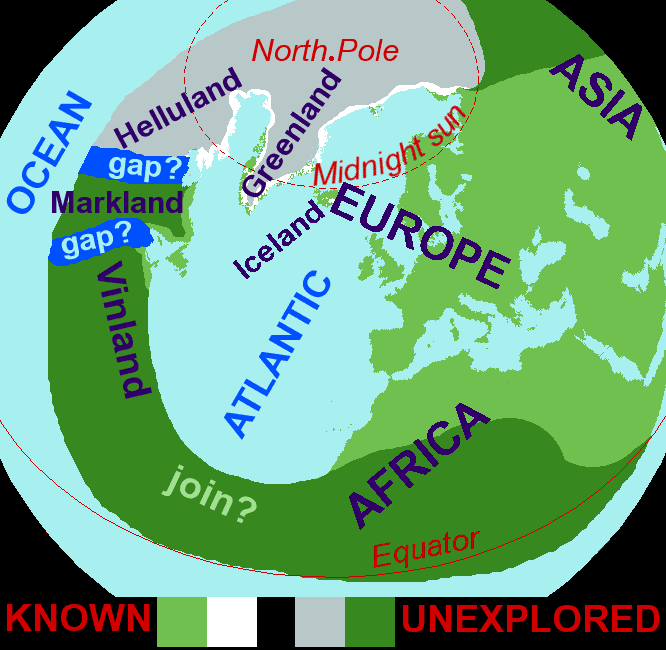
중세 아이슬란드 사가 중 그린란드 사가를 바탕으로 한 "노르드 세계" 해석 지도는 노르드인의 아메리카와 대서양에 대한 지식이 제한적이었음을 보여준다.

노르드인의 정착은 9세기와 10세기에 페로 제도와 아이슬란드에서 시작되었다. 1000년 경 그린란드에 정착지가 건설되었지만, 1409년에 연락이 끊겼고 소빙기 초기에 결국 버려졌다. 이러한 좌절은 여러 요인으로 인해 발생했다. 지속 불가능한 경제는 침식과 황폐화를 초래했고, 현지 이누이트와의 갈등은 그들의 북극 기술을 적용하는 데 실패를 초래했으며, 더 추워진 기후는 기아를 초래했고, 15세기 아이슬란드에 흑사병이 창궐하면서 식민지는 경제적으로 소외되었다. 아이슬란드는 겨울 기온이 2 °C (36 °F) 안팎으로 따뜻한 시기를 거쳐 865년~930년에 처음 정착되었는데, 이는 고위도에서 농업에 유리했다. 그러나 이는 오래가지 못했고 기온은 빠르게 떨어졌다. 1080년에는 여름 기온이 최고 5 °C (41 °F)에 도달했다. 『정착의 서』(Landnámabók)에는 정착 초기 100년 동안 재앙적인 기근이 기록되어 있다. "사람들은 여우와 까마귀를 먹었고" "늙고 무력한 이들은 죽임을 당해 절벽 아래로 던져졌다". 그리고 1200년대 초에는 보리와 같은 단기 작물 재배를 위해 건초를 포기해야 했다.

### 대서양 세계

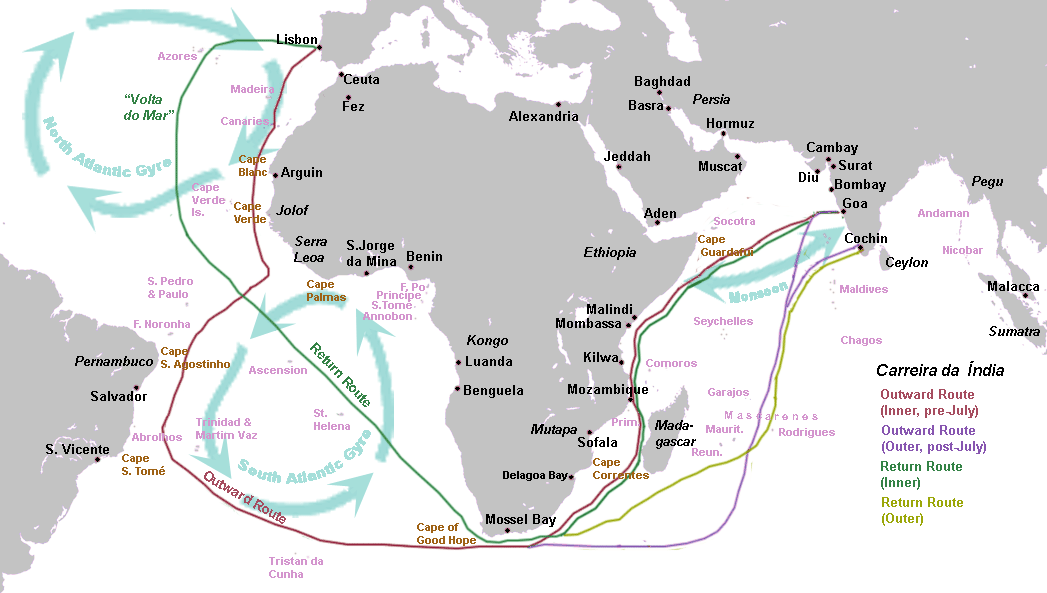
대서양 환류는 포르투갈의 발견과 무역 항로에 영향을 미쳤으며, 여기서는 인도로 가는 길("카레리아 다 인디아")에 표시되어 있으며, 이후 몇 년 동안 개발될 것이다.

크리스토퍼 콜럼버스는 1492년 스페인 국기 아래 항해하여 아메리카에 도착했다. 6년 후 바스쿠 다 가마는 희망봉을 돌아 남쪽으로 항해하여 포르투갈 국기 아래 인도에 도착했고, 이로써 대서양과 인도양이 연결되어 있음을 증명했다. 1500년, 바스쿠 다 가마를 따라 인도 항해를 하던 페드루 알바르스 카브랄은 남대서양 환류의 해류를 타고 브라질에 도착했다. 이러한 탐험 이후, 스페인과 포르투갈은 빠르게 신대륙의 넓은 영토를 식민지화하고 정복했으며, 발견한 방대한 양의 은과 금을 착취하기 위해 아메리카 원주민을 노예로 만들었다. 스페인과 포르투갈은 다른 유럽 국가의 진입을 막기 위해 이 무역을 독점했지만, 이해관계의 충돌은 결국 일련의 스페인-포르투갈 전쟁으로 이어졌다. 교황이 중재한 평화 조약은 정복된 영토를 스페인과 포르투갈 영역으로 나누는 동시에 다른 식민 강대국을 배제했다. 잉글랜드, 프랑스, 네덜란드 공화국은 스페인과 포르투갈의 부가 증가하는 것을 질투하며 헨리 메인웨어링과 알렉상드르 엑스케멜린과 같은 해적과 동맹을 맺었다. 그들은 아메리카를 떠나는 호송대를 탐사할 수 있었는데, 이는 지배적인 바람과 해류가 중금속 운송을 느리고 예측 가능하게 만들었기 때문이다.

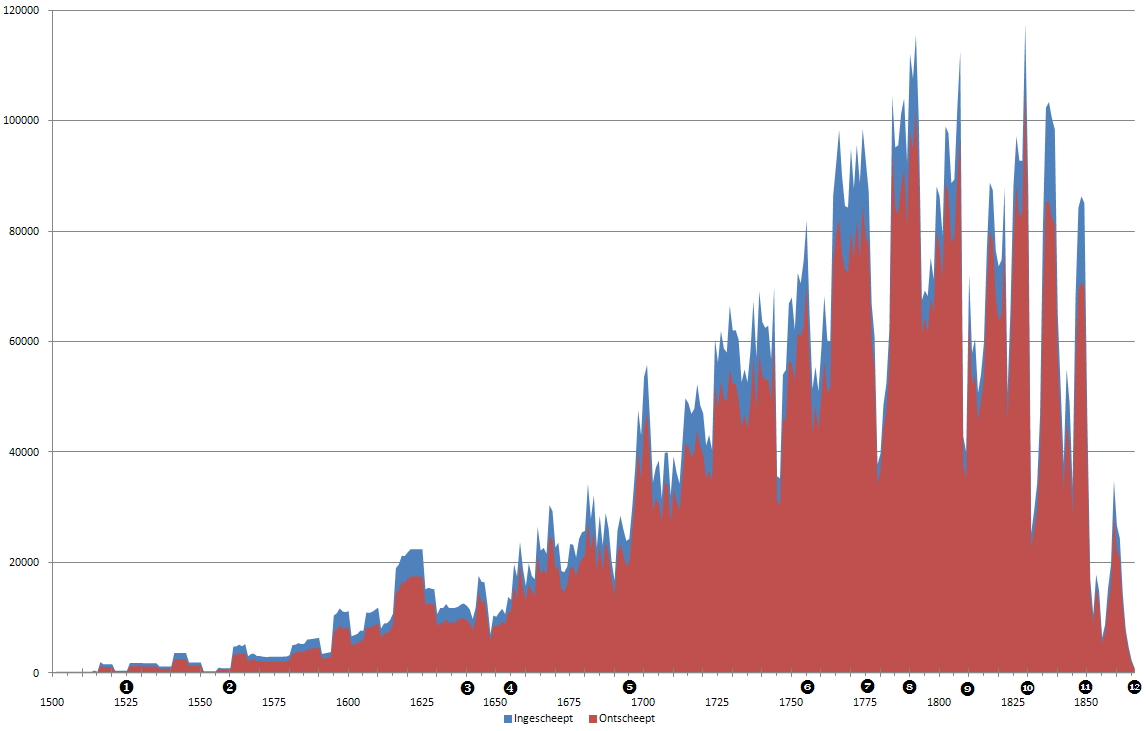
1525–1863년 대서양 노예 무역에서 승선 및 하선한 노예 (최초 및 마지막 노예 항해까지)

아메리카 식민지에서는 약탈, 천연두와 기타 질병, 그리고 노예제가 [아메리카 원주민]] 인구를 급격히 감소시켰고, 이에 따라 식민지 개척자는 이들을 대체하기 위해 대서양 노예 무역을 도입했다. 이 무역은 관행이자 식민지화의 필수적인 부분이 되었다. 15세기부터 1888년까지, 브라질이 아메리카에서 노예 무역을 마지막으로 종식시킨 시점까지, 약 950만 명의 노예 아프리카인이 신대륙으로 수송되었으며, 대부분은 농업 노동을 위해 사용되었다. 노예 무역은 영국 제국과 미국에서 1808년에 공식적으로 폐지되었고, 노예 제도 자체는 영국 제국에서는 1838년에, 미국에서는 남북 전쟁 이후 1865년에 폐지되었다.
콜럼버스 시대부터 산업 혁명까지 식민주의와 노예제를 포함한 대서양 횡단 무역은 서유럽에 매우 중요했다. 대서양에 직접 접근할 수 있는 유럽 국가(영국, 프랑스, 네덜란드, 포르투갈, 스페인 포함)에게 1500년~1800년은 지속적인 성장의 시기였으며, 이들 국가는 동유럽과 아시아보다 부유해졌다. 식민주의는 대서양 횡단 무역의 일부로 발전했지만, 이 무역은 또한 군주를 희생시키면서 상인 집단의 지위를 강화시켰다. 성장은 영국과 네덜란드와 같은 비전제군주제 국가에서 더 빨랐고, 포르투갈, 스페인, 프랑스와 같은 전제 군주국에서는 이윤이 주로 또는 전적으로 군주와 그 동맹국에게만 이익이 되었기 때문에 더 제한적이었다.
대서양 횡단 무역은 도시화 증가를 초래했다. 대서양에 접한 유럽 국가에서는 도시화가 1300년에 8%, 1500년에 10.1%에서 1850년에 24.5%로 증가했다. 다른 유럽 국가에서는 1300년에 10%, 1500년에 11.4%에서 1850년에 17%로 증가했다. 마찬가지로, 대서양 국가에서는 GDP가 두 배로 증가했지만, 나머지 유럽에서는 30%만 증가했다. 17세기 말까지 대서양 횡단 무역량은 지중해 무역량을 넘어섰다.

## 경제
대서양은 주변 국가의 발전과 경제에 크게 기여했다. 주요 대서양 횡단 운송 및 통신 경로 외에도 대서양은 대륙붕의 퇴적암에 풍부한 석유 매장량을 제공한다.

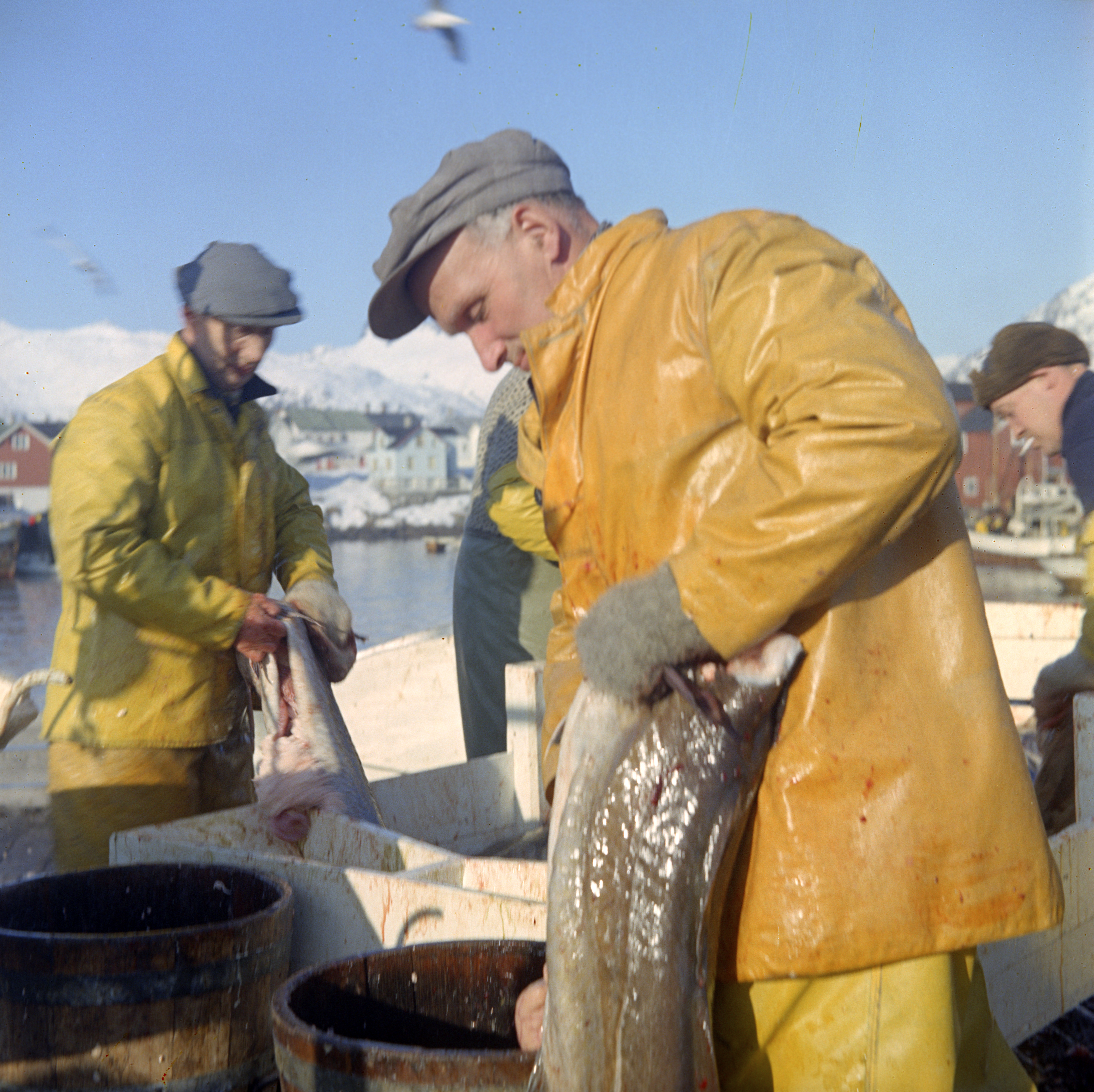
노르웨이의 대구 어장

대서양은 석유 및 가스전, 어류, 해양 포유류 (물개 및 고래), 모래 및 자갈 골재, 사광, 다금속단괴, 귀금속 등 다양한 자원이 있다.
금 매장량은 해저에서 1~2마일 아래에 있지만, 매장량은 또한 채굴해야 하는 암석에 싸여 있다. 현재 바다에서 금을 채굴하거나 추출하여 이익을 낼 수 있는 비용 효율적인 방법은 없다.
다양한 국제 조약으로 유류 유출, 바다 쓰레기, 해상 유독 폐기물 쓰레기 소각과 같은 환경 위협으로 인한 오염을 줄이려고 노력한다.

### 어업

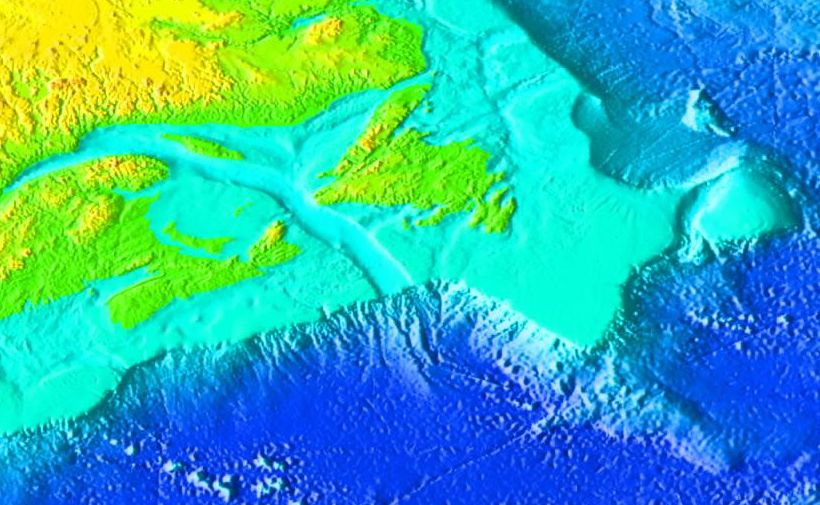
북서 대서양의 해저 지형

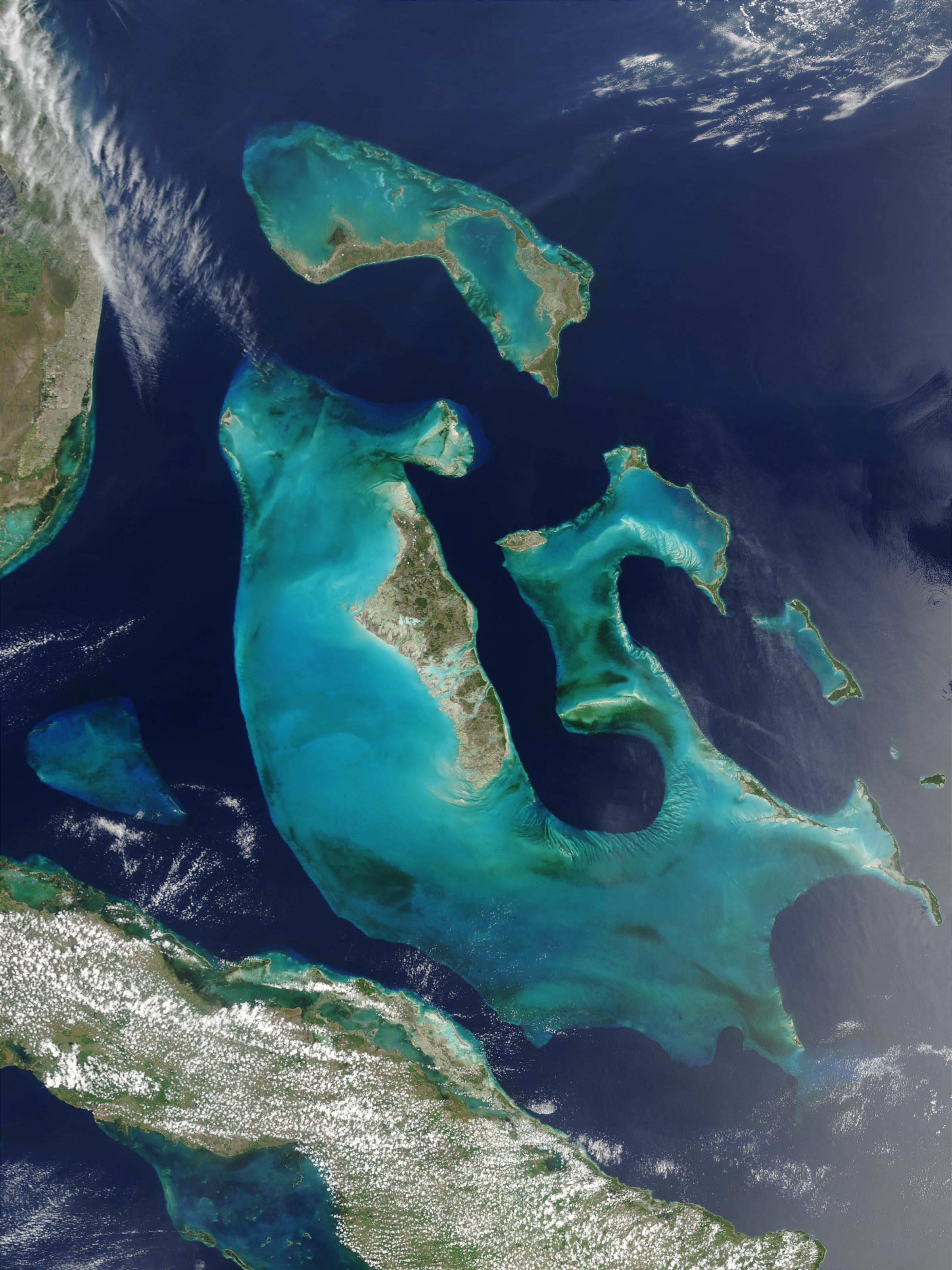
바하마 뱅크

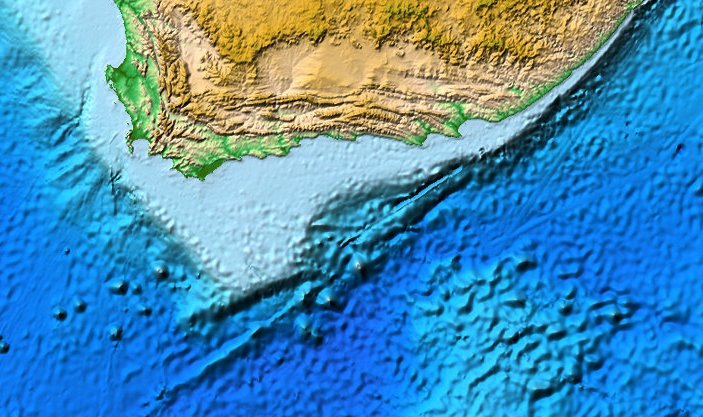
아굴라스 뱅크

대서양의 대륙붕은 세계에서 가장 풍부한 자연 어장 중 하나이다. 가장 생산성이 높은 지역에는 그랜드뱅크스, 스코샤 대륙붕, 코드곶 연안의 조지스 뱅크, 바하마 뱅크, 아이슬란드 주변 해역, 아일랜드해, 펀디만, 북해의 도거 뱅크, 포클랜드 뱅크가 포함된다.
그러나 어업은 1950년대 이후 상당한 변화를 겪었으며, 전 세계 어획량은 이제 세 그룹으로 나눌 수 있는데, 대서양에서는 그 중 두 그룹만 관찰된다. 동중부 및 남서 대서양의 어획량은 전 세계적으로 안정적인 값을 기준으로 진동하며, 대서양의 나머지 지역은 역사적 정점 이후 전반적인 감소세를 보인다. 세 번째 그룹인 "1950년 이후 지속적으로 증가하는 추세"는 인도양과 서태평양에서만 발견된다.
UN FAO는 대서양을 주요 어업 지역으로 나누었다.
북동 대서양

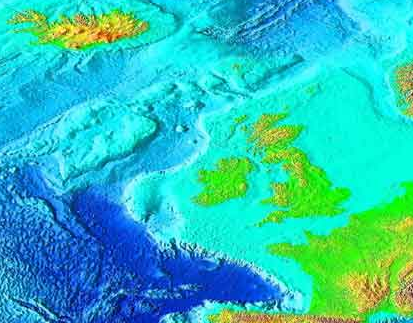
북동 대서양의 해저 지형

북동 대서양은 도식적으로 서경 40도 (그린란드 주변 제외), 남위 36도 남쪽, 동경 68도 30분 동쪽으로 제한되며, 서경과 동경 한계선 모두 북극점까지 뻗어 있다. 대서양의 하위 지역에는 바렌츠해, 노르웨이해, 스피츠베르겐섬, 베어섬, 스카게라크 해협, 카테가트 해협, 외레순 해협, 벨트해, 발트해, 북해, 아이슬란드 및 페로 제도, 로칼섬, 스코틀랜드 북서 해안 및 북아일랜드, 아일랜드해, 아일랜드 서부, 포큐파인 뱅크, 영국 해협 동부 및 서부, 비스케이만, 포르투갈 해역, 아소르스 제도 및 남부 북동 대서양, 아소르스 제도 북부, 동그린란드가 포함된다. 또한 두 개의 폐지된 하위 지역이 있다.
북동 대서양의 총 어획량은 1970년대 중반부터 1990년대까지 감소하여 2013년에는 870만 톤에 달했다. 명태는 2004년에 240만 톤의 정점을 찍었으나 2013년에는 62만 8천 톤으로 줄었다. 대구, 가자미, 가자미류에 대한 회복 계획은 이들 종의 사망률을 감소시켰다. 북극 대구는 1960년대~1980년대에 최저 수준에 도달했으나 현재는 회복되었다. 북극 대구와 해덕대구는 완전히 어획된 것으로 간주된다. 모래장어는 남획되었으며, 열빙어는 현재 완전히 어획된 수준으로 회복되었다. 제한된 데이터로 인해 붉은 물고기와 심해종의 상태를 평가하기 어렵지만, 대부분 남획에 취약한 상태로 남아 있을 가능성이 높다. 북방 새우와 노르웨이 랍스터의 어류 자원은 양호한 상태이다. 북동 대서양에서는 어류 자원의 21%가 남획된 것으로 간주된다.
이 지역은 2020년 유럽 연합 어획량의 거의 4분의 3 (72.8%)을 차지한다. 주요 EU 어업 국가는 덴마크, 프랑스, 네덜란드, 스페인이다. 가장 흔한 종은 청어, 고등어, 치어이다.
북서 대서양북서 대서양의 어획량은 1970년대 초 420만 톤에서 2013년 190만 톤으로 감소했다. 21세기 동안 일부 종은 그린란드 넙치, 옐로테일 가자미, 대서양 넙치, 해덕대구, 가시복어를 포함하여 약한 회복 조짐을 보였지만, 대구, 윗치 가자미, 붉은 물고기와 같은 다른 어종은 그러한 조짐을 보이지 않았다. 이와 대조적으로 무척추동물 어류 자원은 기록적인 풍부도를 유지하고 있다. 북서 대서양 어류 자원의 31%는 남획된 것으로 간주된다.

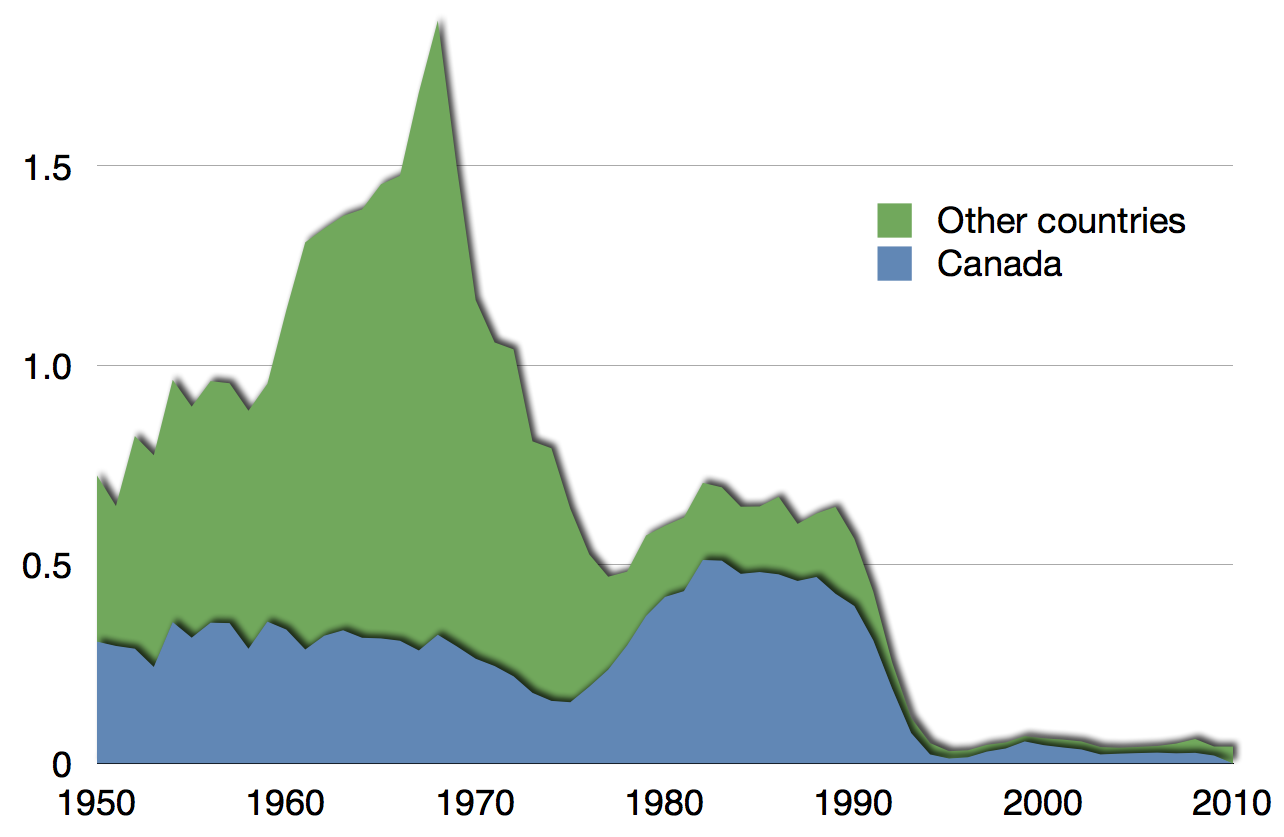
북서대서양 대구 포획량 (백만 톤)

1497년 존 캐벗은 바이킹 이후 처음으로 북아메리카 본토를 탐험했으며, 그의 주요 발견 중 하나는 뉴펀들랜드섬 연안의 풍부한 대서양대구 자원이었다. "뉴펀들랜드 통화"라고 불린 이 발견은 5세기 동안 약 2억 톤의 물고기를 생산했다. 19세기 말과 20세기 초에는 새로운 어장이 해덕대구, 고등어, 바닷가재를 착취하기 시작했다. 1950년대부터 1970년대까지 이 지역에 유럽 및 아시아의 원양 어선이 도입되면서 어업 능력이 극적으로 증가하고 어획되는 종의 수도 늘어났다. 또한 어업 지역이 연안에서 공해로, 그리고 붉은물고기, 그린란드 넙치, 마녀 가자미, 그레나디어와 같은 심해 어종을 포함하는 심해로 확장되었다. 이 지역의 남획은 1960년대 초부터 인식되었지만, 국제 수역에서 발생하고 있었기 때문에 규제하려는 시도는 1970년대 후반에 이르러서야 이루어졌다. 1990년대 초, 이는 결국 북서 대서양 대구 어업의 붕괴로 이어졌다. 대서양가자미, 붉은물고기, 그린란드 넙치를 포함한 여러 심해어류의 개체수도 이 과정에서 붕괴되었으며, 가자미류와 그레나디어도 마찬가지였다.
동중부 대서양동중부 대서양에서는 소형 부어가 어획량의 약 50%를 차지하며, 정어리는 연간 0.6–1.0 백만 톤에 달한다. 부어 자원은 완전히 어획되었거나 남획된 것으로 간주되며, 보자도르곶 남쪽의 정어리만 예외이다. 거의 절반의 어류 자원이 생물학적으로 지속 불가능한 수준에서 어획되고 있다. 총 어획량은 1970년대 이후 변동을 보였으며, 2013년에는 390만 톤으로 2010년 최고 생산량보다 약간 적었다.
서중앙 대서양서중앙 대서양에서는 2000년 이후 어획량이 감소하여 2013년에는 130만 톤에 달했다. 이 지역의 가장 중요한 종인 걸프 메나든은 1980년대 중반에 100만 톤에 달했지만 2013년에는 50만 톤에 불과했으며, 현재는 완전히 어획된 것으로 간주된다. 라운드 정어리는 1990년대에 중요한 종이었지만, 현재는 남획된 것으로 간주된다. 참바리아과와 퉁돔과는 남획되었고, 북부 갈색 새우와 미국 굴은 완전히 어획되어 남획에 가까운 것으로 간주된다. 이 지역의 어류 자원의 44%는 지속 불가능한 수준에서 어획되고 있다.
남동 대서양남동 대서양의 어획량은 1970년대 초 330만 톤에서 2013년 130만 톤으로 감소했다. 전갱이와 대구류가 가장 중요한 종으로, 전체 어획량의 거의 절반을 차지한다. 남아프리카와 나미비아 해안에서는 심해 대구와 케이프 대구가 2006년 규제 도입 이후 지속 가능한 수준으로 회복되었으며, 남아프리카 정어리와 남아프리카 멸치의 상태는 2013년까지 완전히 어획된 수준으로 개선되었다.
남서 대서양남서 대서양에서는 1980년대 중반에 최고점을 찍었으며, 현재 어획량은 170만 톤에서 260만 톤 사이를 오르내린다. 가장 중요한 종인 아르헨티나 오징어는 2013년에 50만 톤에 달했지만 최고치의 절반에 불과하며, 완전히 어획되거나 남획된 것으로 간주된다. 또 다른 중요한 종은 브라질 정어리였는데, 2013년 생산량은 10만 톤으로 현재는 남획된 것으로 간주된다. 이 지역 어류 자원의 절반은 지속 불가능한 수준에서 어획되고 있다. 화이트헤드 둥근 청어는 아직 완전히 어획되지 않았지만 쿠네네 전갱이는 남획되었다. 바다 달팽이 진주전복은 불법 어업의 대상이며 계속해서 남획되고 있다.

## 환경 문제

### 멸종 위기 종
멸종 위기에 처한 해양 종으로는 매너티, 물개, 바다사자, 거북, 고래가 있다. 자망 어업은 돌고래, 알바트로스과 및 기타 바닷새 (슴새, 바다오리과)를 죽일 수 있으며, 어류 자원 감소를 가속화하고 국제 분쟁에 기여한다.

### 폐기물 및 오염
해양 오염은 잠재적으로 유해한 화학 물질이나 입자가 바다로 유입되는 것을 총칭하는 용어이다. 가장 큰 주범은 강이며, 그와 함께 많은 농업 비료 화학 물질뿐만 아니라 가축 및 인간 폐기물이 있다. 산소 고갈성 화학 물질의 과잉은 저산소증과 죽은 해역의 생성을 초래한다.

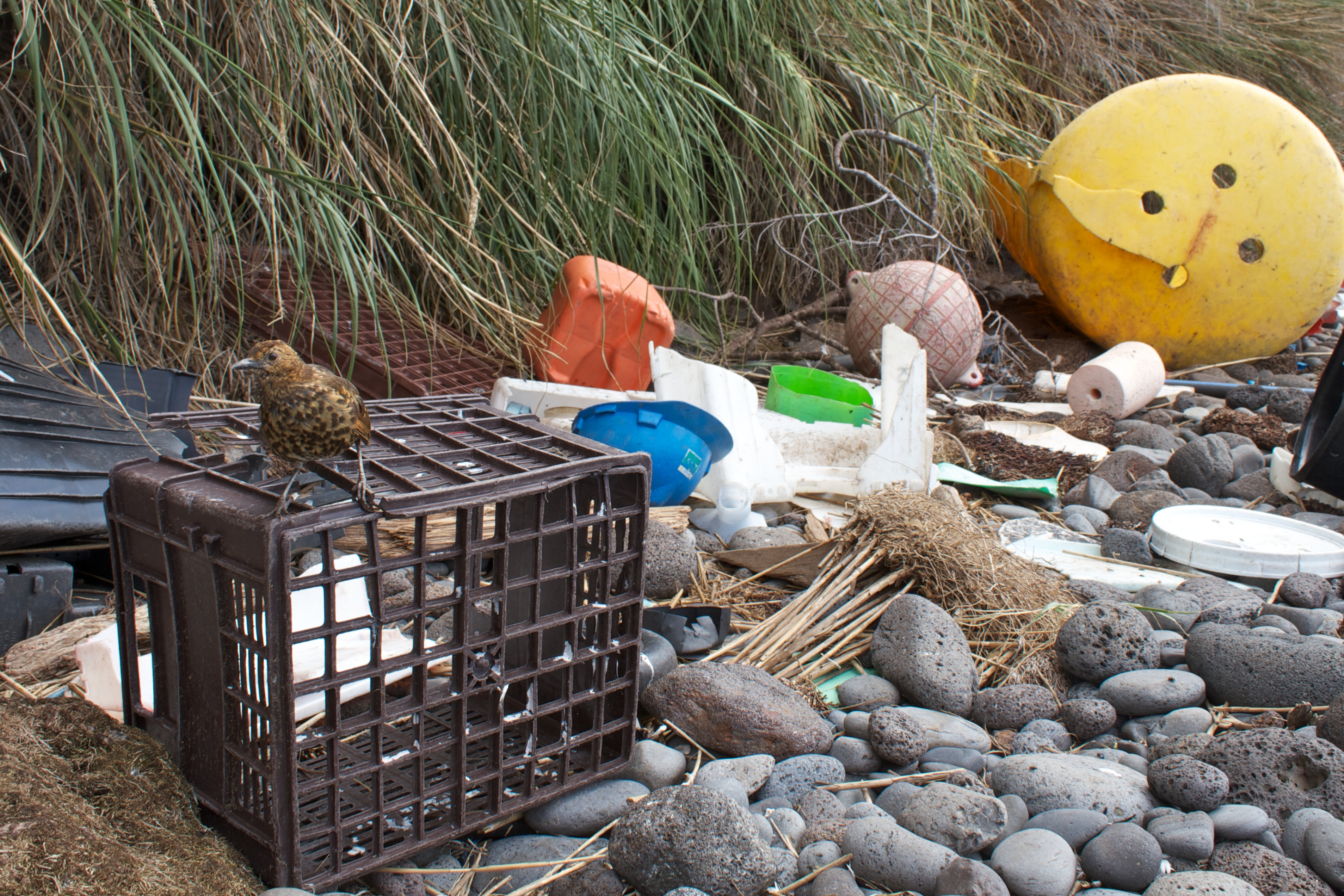
남대서양 이낵세시블섬 해변에 흩어진 바다 쓰레기

바다 쓰레기는 해양 쓰레기라고도 불리며, 수역에 떠다니는 인간이 만든 폐기물을 의미한다. 해양 쓰레기는 주로 환류의 중심과 해안선에 축적되어 해변 쓰레기로 알려져 자주 해변으로 밀려온다. 북대서양 쓰레기 지대는 수백 킬로미터에 걸쳐 펼쳐져 있는 것으로 추정된다.
기타 오염 우려 사항으로는 농업 및 도시 폐기물이 있다. 도시 오염은 미국 동부, 브라질 남부, 아르헨티나 동부에서 발생하며, 카리브해, 멕시코만, 마라카이보호, 지중해, 북해의 유류 오염 및 발트해, 북해, 지중해의 산업 폐기물과 도시 하수 오염이 있다.
델라웨어주 도버 공군 기지에서 출격한 미 공군 C-124 글로브마스터 II 항공기가 대서양 상공에서 핵무기 3개를 싣고 가던 중 동력 손실을 겪었다. 승무원은 안전을 위해 핵폭탄 2개를 투하했으며, 이는 회수되지 않았다.

### 기후 변화
북대서양 허리케인 활동은 지난 수십 년 동안 열대 위도의 해수의 온도 (SST) 증가로 인해 증가했으며, 이러한 변화는 자연적인 대서양 다년 주기 진동 (AMO) 또는 인위적인 기후 변화에 기인할 수 있다.
2005년 보고서에 따르면 대서양 대서양 자오선 역전 순환 (AMOC)은 1957년과 2004년 사이에 30% 느려졌다. 2024년, 연구는 지난 20년 동안 AMOC가 약 12% 약화되었다는 점을 강조했다. 만약 AMO가 SST 변동의 원인이라면, AMOC는 강화되었어야 하는데, 분명히 그렇지 않다. 더욱이, 연간 열대성 저기압의 통계적 분석에 따르면 이러한 변화는 다년 주기를 보이지 않는다. 따라서 이러한 SST 변화는 인간 활동으로 발생해야 한다.
해양 혼합층은 계절 및 수십 년 규모의 열 저장에 중요한 역할을 하는 반면, 더 깊은 층은 수천 년 동안 영향을 받으며 혼합층보다 약 50배 더 큰 열용량을 가진다. 이러한 열 흡수는 기후 변화에 대한 시간 지연을 제공하지만, 해양의 열팽창도 초래하여 해수면 상승에 기여한다. 21세기 지구 온난화는 오늘날보다 5배 더 큰 평형 해수면 상승을 초래할 것이며, 21세기 동안 거의 영향을 미치지 않을 것으로 예상되는 그린란드 빙상 녹는 것을 포함한 빙하 녹는 것은 수천 년 동안 3–6 미터 (9.8–19.7 ft)의 해수면 상승을 초래할 가능성이 높다.

## 같이 보기
- 대서양 혁명
- 대서양에 접한 국가 및 영토 목록
- 지구의 바다 목록 § 대서양
- 아메리카 강 목록 § 대서양 해안
- 7개의 바다
- 대서양의 난파선
- 대서양 허리케인
- 대서양 세계의 해적
- 대서양 횡단
- 남대서양 평화 협력 지대
- 스코샤호에 의한 태평양과 남대서양 사이의 자연적 경계

## 참고 문헌
- Acemoglu, D.; Johnson, S.; Robinson, J. (2005). 《The rise of Europe: Atlantic trade, institutional change and economic growth》 (PDF). 《The American Economic Review》 95. 546–579쪽. doi:10.1257/0002828054201305. hdl:1721.1/64034. 2022년 10월 9일에 원본 문서 (PDF)에서 보존된 문서. 2016년 11월 13일에 확인함.
- Als, T.D.; Hansen, M.M.; Maes, G.E.; Castonguay, M.; Riemann, L.; Aarestrup, K.I.M.; Munk, P.; Sparholt, H.; Hanel, R.; Bernatchez, L. (2011). 《All roads lead to home: panmixia of European eel in the Sargasso Sea》 (PDF). 《Molecular Ecology》 20. 1333–1346쪽. Bibcode:2011MolEc..20.1333A. doi:10.1111/j.1365-294X.2011.05011.x. PMID 21299662. 2017년 8월 9일에 원본 문서 (PDF)에서 보존된 문서. 2016년 10월 8일에 확인함.
- Avery, G.; Halkett, D.; Orton, J.; Steele, T.; Tusenius, M.; Klein, R. (2008). 《The Ysterfontein 1 Middle Stone Age rock shelter and the evolution of coastal foraging》. 《Goodwin Series》 10. 66–89쪽. 2016년 11월 26일에 확인함.
- Bailey, G N.; Flemming, N.C. (2008). 《Archaeology of the continental shelf: marine resources, submerged landscapes and underwater archaeology》 (PDF). 《Quaternary Science Reviews》 27. 2153–2165쪽. Bibcode:2008QSRv...27.2153B. doi:10.1016/j.quascirev.2008.08.012. 2022년 10월 9일에 원본 문서 (PDF)에서 보존된 문서. 2016년 11월 26일에 확인함.
- Bigg, G.R.; Jickells, T.D.; Liss, P.S.; Osborn, T.J. (2003). 《The role of the oceans in climate》. 《International Journal of Climatology》 23. 1127–1159쪽. Bibcode:2003IJCli..23.1127B. doi:10.1002/joc.926. S2CID 128837630. 2016년 11월 20일에 확인함.
- Bjerck, H.B. (2009). 《Colonizing seascapes: comparative perspectives on the development of maritime relations in Scandinavia and Patagonia》. 《Arctic Anthropology》 46. 118–131쪽. doi:10.1353/arc.0.0019. S2CID 128404669.
- Blackburn, T.J.; Olsen, P.E.; Bowring, S.A.; McLean, N.M.; Kent, D.V.; Puffer, J.; McHone, G.; Rasbury, T.; Et-Touhami, M. (2013). 《Zircon U-Pb geochronology links the end-Triassic extinction with the Central Atlantic Magmatic Province》 (PDF). 《Science》 340. 941–945쪽. Bibcode:2013Sci...340..941B. CiteSeerX 10.1.1.1019.4042. doi:10.1126/science.1234204. PMID 23519213. S2CID 15895416. 2022년 10월 9일에 원본 문서 (PDF)에서 보존된 문서. 2016년 10월 23일에 확인함.
- Böning, C.W.; Scheinert, M.; Dengg, J.; Biastoch, A.; Funk, A. (2006). 《Decadal variability of subpolar gyre transport and its reverberation in the North Atlantic overturning》. 《Geophysical Research Letters》 33. L21S01쪽. Bibcode:2006GeoRL..3321S01B. doi:10.1029/2006GL026906. 2016년 10월 15일에 확인함.
- Bravo, K.E. (2007). 《Exploring the analogy between modern trafficking in humans and the trans-Atlantic slave trade》 (PDF). 《Boston University International Law Journal》 25. 2022년 10월 9일에 원본 문서 (PDF)에서 보존된 문서. 2016년 11월 13일에 확인함.
- Bryden, H.L.; Longworth, H.R.; Cunningham, S.A. (2005). 《Slowing of the Atlantic meridional overturning circulation at 25 N》 (PDF). 《Nature》 438. 655–657쪽. Bibcode:2005Natur.438..655B. doi:10.1038/nature04385. PMID 16319889. S2CID 4429828. 2022년 10월 9일에 원본 문서 (PDF)에서 보존된 문서. 2016년 11월 13일에 확인함.
- Bullard, E.; Everett, J.E.; Smith, A.G. (1965). 《The fit of the continents around the Atlantic》 (PDF). 《Philosophical Transactions of the Royal Society of London A: Mathematical, Physical and Engineering Sciences》 258. 41–51쪽. Bibcode:1965RSPTA.258...41B. doi:10.1098/rsta.1965.0020. PMID 17801943. S2CID 27169876. 2022년 10월 9일에 원본 문서 (PDF)에서 보존된 문서. 2016년 10월 23일에 확인함.
- Chambliss, W.J. (1989). 《State-organized crime》 (PDF). 《Criminology》 27. 183–208쪽. doi:10.1111/j.1745-9125.1989.tb01028.x. 2016년 11월 12일에 원본 문서 (PDF)에서 보존된 문서. 2016년 11월 12일에 확인함.
- “Atlantic Ocean”. CIA World Factbook. 2016년 6월 27일. 2016년 10월 2일에 확인함.
- “Pacific Ocean”. CIA World Factbook. 2016년 6월 1일. 2016년 10월 2일에 확인함.
- DeMets, C.; Gordon, R.G.; Argus, D.F. (2010). 《Geologically current plate motions》. 《Geophysical Journal International》 181. 1–80쪽. Bibcode:2010GeoJI.181....1D. doi:10.1111/j.1365-246X.2009.04491.x.
- Duarte, J.C.; Rosas, F.M.; Terrinha, P.; Schellart, W.P.; Boutelier, D.; Gutscher, M.A.; Ribeiro, A. (2013). 《Are subduction zones invading the Atlantic? Evidence from the southwest Iberia margin》. 《Geology》 41. 839–842쪽. Bibcode:2013Geo....41..839D. doi:10.1130/G34100.1.
- Dugmore, A.J.; Keller, C.; McGovern, T.H. (2007). 《Norse Greenland settlement: reflections on climate change, trade, and the contrasting fates of human settlements in the North Atlantic islands》 (PDF). 《Arctic Anthropology》 44. 12–36쪽. doi:10.1353/arc.2011.0038. PMID 21847839. S2CID 10030083. 2022년 10월 9일에 원본 문서 (PDF)에서 보존된 문서. 2016년 11월 7일에 확인함.
- Eagles, G. (2007). 《New angles on South Atlantic opening》. 《Geophysical Journal International》 168. 353–361쪽. Bibcode:2007GeoJI.168..353E. doi:10.1111/j.1365-246X.2006.03206.x. S2CID 29158845.
- Eakins, B.W.; Sharman, G.F. (2010). “Volumes of the World's Oceans from ETOPO1”. Boulder, CO: NOAA National Geophysical Data Center. 2016년 10월 1일에 확인함.
- Emery, W.J.; Meincke, J. (1986). 《Global water masses-summary and review》 (PDF). 《Oceanologica Acta》 9. 383–391 (PDF pages scrambled)쪽. 2022년 10월 9일에 원본 문서 (PDF)에서 보존된 문서. 2016년 10월 16일에 확인함.
- The State of World Fisheries and Aquaculture (PDF) (보고서). Rome: Food and Agriculture Organization of the United Nations (FOA). 2016. ISBN 978-92-5-109185-2. 2022년 10월 9일에 원본 문서 (PDF)에서 보존된 문서. 2016년 12월 3일에 확인함.
- “Mid-Atlantic Ridge”. The Geological Society. 2016년 10월 2일에 확인함.
- Greenberg, J.H.; Turner, C.G.; Zegura, S.L. (1986). 《The settlement of the Americas: A comparison of the linguistic, dental and genetic evidence》. 《Current Anthropology》 27. 477–497쪽. doi:10.1086/203472. JSTOR 2742857. S2CID 144209907.
- Gordon, A.L.; Bosley, K.T. (1991). 《Cyclonic gyre in the tropical South Atlantic》 (PDF). 《Deep Sea Research Part A. Oceanographic Research Papers》 38. S323–S343쪽. Bibcode:1991DSRA...38S.323G. doi:10.1016/S0198-0149(12)80015-X. 2022년 10월 9일에 원본 문서 (PDF)에서 보존된 문서. 2016년 10월 15일에 확인함.
- Henshilwood, C.S.; d'Errico, F.; Yates, R.; Jacobs, Z.; Tribolo, C.; Duller, G.A.; Mercier, N.; Sealy, J.C.; Valladas, H.; Watts, I.; Wintle, A.G. (2002). 《Emergence of modern human behavior: Middle Stone Age engravings from South Africa》 (PDF). 《Science》 295. 1278–1280쪽. Bibcode:2002Sci...295.1278H. doi:10.1126/science.1067575. PMID 11786608. S2CID 31169551. 2022년 10월 9일에 원본 문서 (PDF)에서 보존된 문서. 2016년 11월 6일에 확인함.
- Herodotus. “Perseus Under Philologic: Hdt. 1.202.4”. University of Chicago. 2016년 10월 1일에 확인함.
- 《Limits of Oceans and Seas》 (PDF). 《Special Publication》 23. 1953. 484쪽. Bibcode:1953Natur.172R.484.. doi:10.1038/172484b0. S2CID 36029611. 2016년 10월 20일에 원본 문서 (PDF)에서 보존된 문서. 2020년 12월 28일에 확인함. map
- Janni, P. (2015). 〈The Sea of the Greeks and Romans〉.   Bianchetti, S.; Cataudella, M.; Gehrke, H.-J. 《Brill's Companion to Ancient Geography: The Inhabited World in Greek and Roman Tradition》. Brill. 21–42쪽. doi:10.1163/9789004284715_003. ISBN 978-90-04-28471-5. 2016년 10월 1일에 확인함.
- Jerzmańska, A.; Kotlarczyk, J. (1976). 《The beginnings of the Sargasso assemblage in the Tethys?》. 《Palaeogeography, Palaeoclimatology, Palaeoecology》 20. 297–306쪽. Bibcode:1976PPP....20..297J. doi:10.1016/0031-0182(76)90009-2. 2016년 10월 9일에 확인함.
- Kulka, D. (2011). 〈B1. Northwest Atlantic〉 (PDF). Review of the state of world marine fishery resources. 《FAO Fisheries and Aquaculture Technical Paper》 (보고서) 569 (Rome: Food and Agriculture Organization of the United Nations (FAO)). 334쪽. ISBN 978-92-5-107023-9. 2022년 10월 9일에 원본 문서 (PDF)에서 보존된 문서. 2016년 11월 27일에 확인함.
- Lessios, H.A. (2008). 《The great American schism: divergence of marine organisms after the rise of the Central American Isthmus》 (PDF). 《Annual Review of Ecology, Evolution, and Systematics》 39. 63–91쪽. doi:10.1146/annurev.ecolsys.38.091206.095815. 2017년 5월 10일에 원본 문서 (PDF)에서 보존된 문서. 2016년 11월 20일에 확인함.
- Levin, L.A.; Gooday, A.J. (2003). 〈The Deep Atlantic Ocean〉 (PDF).   Tyler, P.A. 《Ecosystems of the World》. Ecosystems of the deep oceans 28. Amsterdam, the Netherlands: Elsevier. 111–178쪽. ISBN 978-0-444-82619-0. 2022년 10월 9일에 원본 문서 (PDF)에서 보존된 문서. 2016년 10월 8일에 확인함.
- Livermore, R.; Nankivell, A.; Eagles, G.; Morris, P. (2005). 《Paleogene opening of Drake passage》 (PDF). 《Earth and Planetary Science Letters》 236. 459–470쪽. Bibcode:2005E&PSL.236..459L. doi:10.1016/j.epsl.2005.03.027. 2022년 10월 9일에 원본 문서 (PDF)에서 보존된 문서. 2016년 11월 20일에 확인함.
- Lovejoy, P.E. (1982). 《The volume of the Atlantic slave trade: A synthesis》. 《The Journal of African History》 23. 473–501쪽. doi:10.1017/S0021853700021319. S2CID 155078187.
- Lüning, K. (1990). 〈Sargasso Sea〉.   Yarish, C.; Kirkman, H. 《Seaweeds: Their Environment, Biogeography, and Ecophysiology》. 《Limnology and Oceanography》 36 (John Wiley & Sons). 222–225쪽. Bibcode:1991LimOc..36.1066M. doi:10.4319/lo.1991.36.5.1066. ISBN 978-0-471-62434-9. 2016년 10월 9일에 확인함.
- Mann, M.E.; Emanuel, K.A. (2006). 《Atlantic hurricane trends linked to climate change》. 《Eos, Transactions American Geophysical Union》 87. 233–241쪽. Bibcode:2006EOSTr..87..233M. CiteSeerX 10.1.1.174.4349. doi:10.1029/2006eo240001.
- Marchal, O.; Waelbroeck, C.; Colin de Verdière, A. (2016). 《On the Movements of the North Atlantic Subpolar Front in the Preinstrumental Past》 (PDF). 《Journal of Climate》 29. 1545–1571쪽. Bibcode:2016JCli...29.1545M. doi:10.1175/JCLI-D-15-0509.1. hdl:1912/7903. 2016년 10월 15일에 확인함.
- Marean, C.W. (2011). 〈Coastal South Africa and the Coevolution of the Modern Human Lineage and the Coastal Adaptation〉 (PDF).   Bicho, N.F.; Haws, J.A.; Davis, L.G. 《Trekking the Shore: Changing Coastlines and the Antiquity of Coastal Settlement》. Interdisciplinary Contributions to Archaeology. Springer. 421–440쪽. ISBN 978-1-4419-8219-3. 2022년 10월 9일에 원본 문서 (PDF)에서 보존된 문서. 2016년 11월 5일에 확인함.
- Marean, C.W.; Cawthra, H.C.; Cowling, R.M.; Esler, K.J.; Fisher, E.; Milewski, A.; Potts, A.J.; Singels, E.; De Vynck, J. (2014). 〈Stone age people in a changing South African greater Cape Floristic Region〉.   Allsopp, N.; Colville, J.F.; Verboom, G.A. 《Fynbos: Ecology, Evolution, and Conservation of a Megadiverse Region, 164》. Oxford University Press. ISBN 978-0-19-967958-4. 2016년 11월 5일에 확인함.
- Marsh, R.; Hazeleger, W.; Yool, A.; Rohling, E.J. (2007). 《Stability of the thermohaline circulation under millennial CO2 forcing and two alternative controls on Atlantic salinity》. 《Geophysical Research Letters》 34. L03605쪽. Bibcode:2007GeoRL..34.3605M. doi:10.1029/2006GL027815.
- Martin, P.S. (1973). 《The Discovery of America: The first Americans may have swept the Western Hemisphere and decimated its fauna within 1000 years》 (PDF). 《Science》 179. 969–974쪽. Bibcode:1973Sci...179..969M. doi:10.1126/science.179.4077.969. PMID 17842155. S2CID 10395314. 2022년 10월 9일에 원본 문서 (PDF)에서 보존된 문서. 2016년 11월 6일에 확인함.
- Marzoli, A.; Renne, P.R.; Piccirillo, E.M.; Ernesto, M.; Bellieni, G.; De Min, A. (1999). 《Extensive 200-million-year-old continental flood basalts of the Central Atlantic Magmatic Province》. 《Science》 284. 616–618쪽. Bibcode:1999Sci...284..616M. doi:10.1126/science.284.5414.616. PMID 10213679. 2016년 10월 23일에 확인함.
- Mellars, P. (2006). 《Why did modern human populations disperse from Africa ca. 60,000 years ago? A new model》 (PDF). 《Proceedings of the National Academy of Sciences》 103. 9381–9386쪽. Bibcode:2006PNAS..103.9381M. doi:10.1073/pnas.0510792103. PMC 1480416. PMID 16772383. 2022년 10월 9일에 원본 문서 (PDF)에서 보존된 문서. 2016년 11월 6일에 확인함.
- “History of NOAA Ocean Exploration: Timeline”. NOAA. 2013. 2016년 10월 21일에 확인함.
- O'Rourke, D.H.; Raff, J.A. (2010). 《The human genetic history of the Americas: the final frontier》. 《Current Biology》 20. R202–R207쪽. Bibcode:2010CBio...20.R202O. doi:10.1016/j.cub.2009.11.051. PMID 20178768. S2CID 14479088. 2016년 10월 30일에 확인함.
- Patterson, W.P.; Dietrich, K.A.; Holmden, C.; Andrews, J.T. (2010). 《Two millennia of North Atlantic seasonality and implications for Norse colonies》 (PDF). 《Proceedings of the National Academy of Sciences》 107. 5306–5310쪽. Bibcode:2010PNAS..107.5306P. doi:10.1073/pnas.0902522107. PMC 2851789. PMID 20212157. 2022년 10월 9일에 원본 문서 (PDF)에서 보존된 문서. 2016년 11월 12일에 확인함.
- Riede, F. (2014). 〈The resettlement of northern Europe〉.   Cummings, V.; Jordan, P.; Zvelebil, M. 《Oxford Handbook of the Archaeology and Anthropology of Hunter-Gatherers》. Oxford: Oxford University Press. doi:10.1093/oxfordhb/9780199551224.013.059. 2016년 10월 30일에 확인함.
- Ripley, G.; Anderson Dana, C. (1873). 《The American cyclopaedia: a popular dictionary of general knowledge》. Appleton. 69–쪽. 2011년 4월 15일에 확인함.
- Seton, M.; Müller, R.D.; Zahirovic, S.; Gaina, C.; Torsvik, T.; Shephard, G.; Talsma, A.; Gurnis, M.; Maus, S.; Chandler, M. (2012). 《Global continental and ocean basin reconstructions since 200Ma》. 《Earth-Science Reviews》 113. 212–270쪽. Bibcode:2012ESRv..113..212S. doi:10.1016/j.earscirev.2012.03.002. 2016년 10월 23일에 확인함.
- Smethie, W.M.; Fine, R.A.; Putzka, A.; Jones, E.P. (2000). 《Tracing the flow of North Atlantic Deep Water using chlorofluorocarbons》. 《Journal of Geophysical Research: Oceans》 105. 14297–14323쪽. Bibcode:2000JGR...10514297S. doi:10.1029/1999JC900274.
- Stramma, L.; England, M. (1999). 《On the water masses and mean circulation of the South Atlantic Ocean》. 《Journal of Geophysical Research》 104. 20863–20883쪽. Bibcode:1999JGR...10420863S. doi:10.1029/1999JC900139.
- Thomas, S. (2015년 6월 8일). “How the oceans got their names”. Oxford Dictionaries. 2015년 6월 9일에 원본 문서에서 보존된 문서. 2016년 10월 1일에 확인함.
- Thomson, W. (1877). 《The Voyage of the 'Challenger.' The Atlantic: A Preliminary Account of the General Results of the Exploring Voyage of H.M.S. Challenger During the Year 1873 and the Early Part of the Year 1876》 (PDF). London: Macmillan. 2022년 10월 9일에 원본 문서 (PDF, 384 MB)에서 보존된 문서. 2016년 10월 21일에 확인함.
- Torsvik, T.H.; Rousse, S.; Labails, C.; Smethurst, M.A. (2009). 《A new scheme for the opening of the South Atlantic Ocean and the dissection of an Aptian salt basin》. 《Geophysical Journal International》 177. 1315–1333쪽. Bibcode:2009GeoJI.177.1315T. doi:10.1111/j.1365-246X.2009.04137.x.
- Tréguier, A.M.; Theetten, S.; Chassignet, E.P.; Penduff, T.; Smith, R.; Talley, L.; Beismann, J.O.; Böning, C. (2005). 《The North Atlantic subpolar gyre in four high-resolution models》. 《Journal of Physical Oceanography》 35. 757–774쪽. Bibcode:2005JPO....35..757T. doi:10.1175/JPO2720.1.
- “Mapping of the Puerto Rico Trench, the Deepest Part of the Atlantic, is Nearing Completion”. United States Geological Survey. October 2003. 2016년 10월 1일에 확인함.
- “Atlantic Ocean Facts”. United States Navy. 2001년 3월 2일에 원본 문서에서 보존된 문서. 2001년 11월 12일에 확인함.
- Webster, P.J.; Holland, G.J.; Curry, J.A.; Chang, H.R. (2005). 《Changes in tropical cyclone number, duration, and intensity in a warming environment》. 《Science》 309. 1844–1846쪽. Bibcode:2005Sci...309.1844W. doi:10.1126/science.1116448. PMID 16166514. S2CID 35666312.
- “The Mid-Atlantic Ridge”. UNESCO World Heritage Centre. 2007–2008. 2016년 10월 2일에 확인함.

## 더 읽어보기
- Dickson, Henry Newton (1911). 〈Atlantic Ocean〉. 《브리태니커 백과사전》 2 11판. 855–857쪽.
- Winchester, Simon (2010). 《Atlantic: A Vast Ocean of a Million Stories》. HarperCollins UK. ISBN 978-0-00-734137-5.